# La Pedriza
La Pedriza es un gran batolito granítico situado en la vertiente sur de la sierra de Guadarrama, dentro del municipio español de Manzanares el Real, en el noroeste de la Comunidad de Madrid. Este berrocal está formado por numerosos riscos, paredes rocosas, canchales, arroyos y praderas. Es una zona de gran interés geológico, paisajístico y deportivo.
Las acciones mecánicas que se han ejercido sobre estas rocas durante millones de años han conformado formas muy curiosas y atractivas, sobre todo para los escaladores, ya que cuentan con cerca de mil vías de escalada de distintas dificultades. El senderismo es otro deporte muy practicado en La Pedriza. Prueba de ello es la afluencia masiva de gente que hay durante muchos fines de semana. El lugar fue escenario de rodaje de algunos spaghetti western en la década de 1960.
Las 3200 hectáreas que ocupa aproximadamente La Pedriza pertenecen al parque nacional de la Sierra de Guadarrama, el espacio protegido más extenso de la Comunidad de Madrid. En esta zona abundan los matorrales mediterráneos, como la jara, y otros propios de la alta montaña, como el piorno. La fauna también es rica, especialmente en aves rapaces y reptiles.

## Etimología
El adjetivo "pedriza" se refiere a una zona pedregosa. Dicha palabra proviene del término "piedra", el cual deriva de la palabra latina petra. A esta zona se le ha asignado este nombre porque en ella abundan y se concentran las formaciones rocosas llamativas.
A La Pedriza se la conoce también como "La Pedriza del Manzanares" debido a que el río Manzanares bordea este lugar. Hasta aproximadamente el siglo XX, esta zona era conocida por los pastores y transeúntes como "Las Pedrizas".

## Relieve

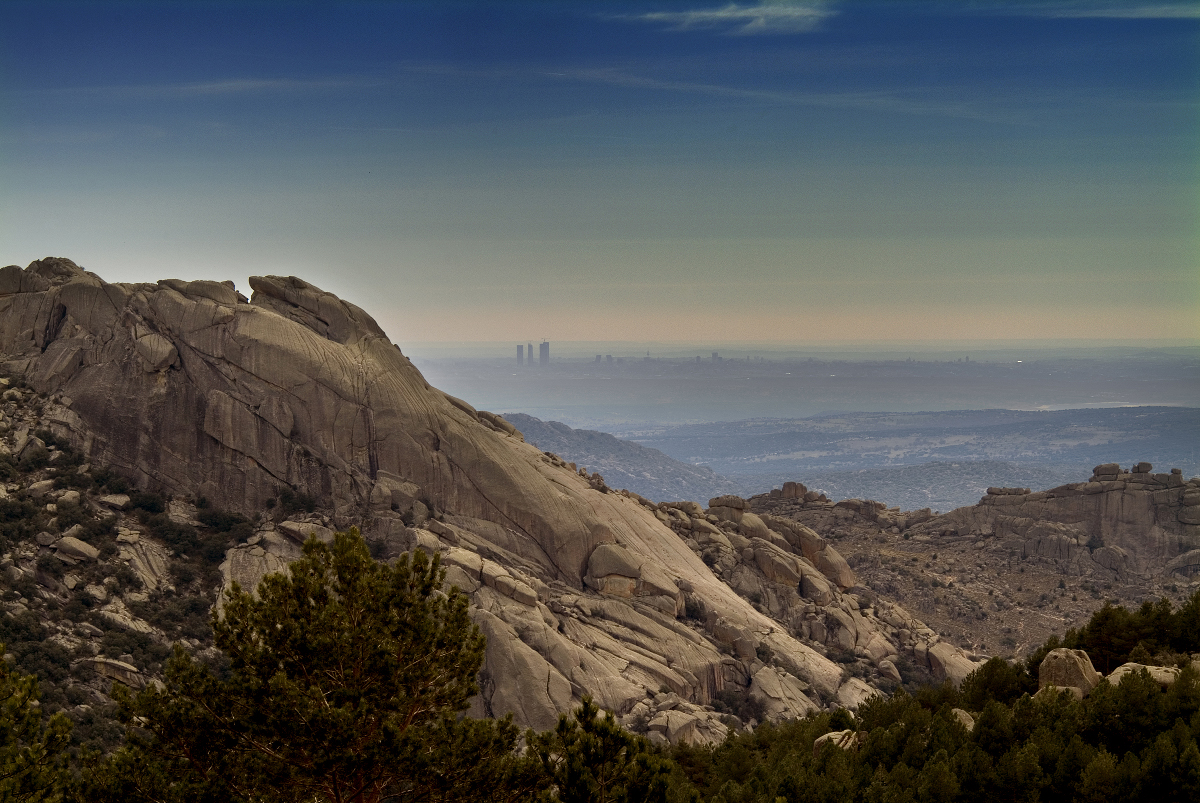
Vista de Madrid desde la Pedriza, pueden observarse las Cuatro Torres.

La Pedriza se ubica en la mitad este de la vertiente sur del cordal de Cuerda Larga, perteneciente este a su vez a la sierra de Guadarrama. Esta zona tiene una superficie aproximada de 3200 hectáreas y asciende desde los 890 metros (altitud del embalse de Santillana) hasta los 2029 metros de los riscos de las Torres de La Pedriza, los cuales se acercan a la línea de cumbres de Cuerda Larga. Al oeste está limitado por la garganta del Manzanares, por donde transcurre el río Manzanares, y al este por el Arroyo del Mediano y el Hueco de San Blas.
Geológica y paisajísticamente hablando, La Pedriza es un canchal berroqueño compuesto de canchos, tolmos, agujas, cubos, piedras caballeras, domos como el del Yelmo y puentes de roca como el de los Pollos. Está dividida en tres partes bien diferenciadas.

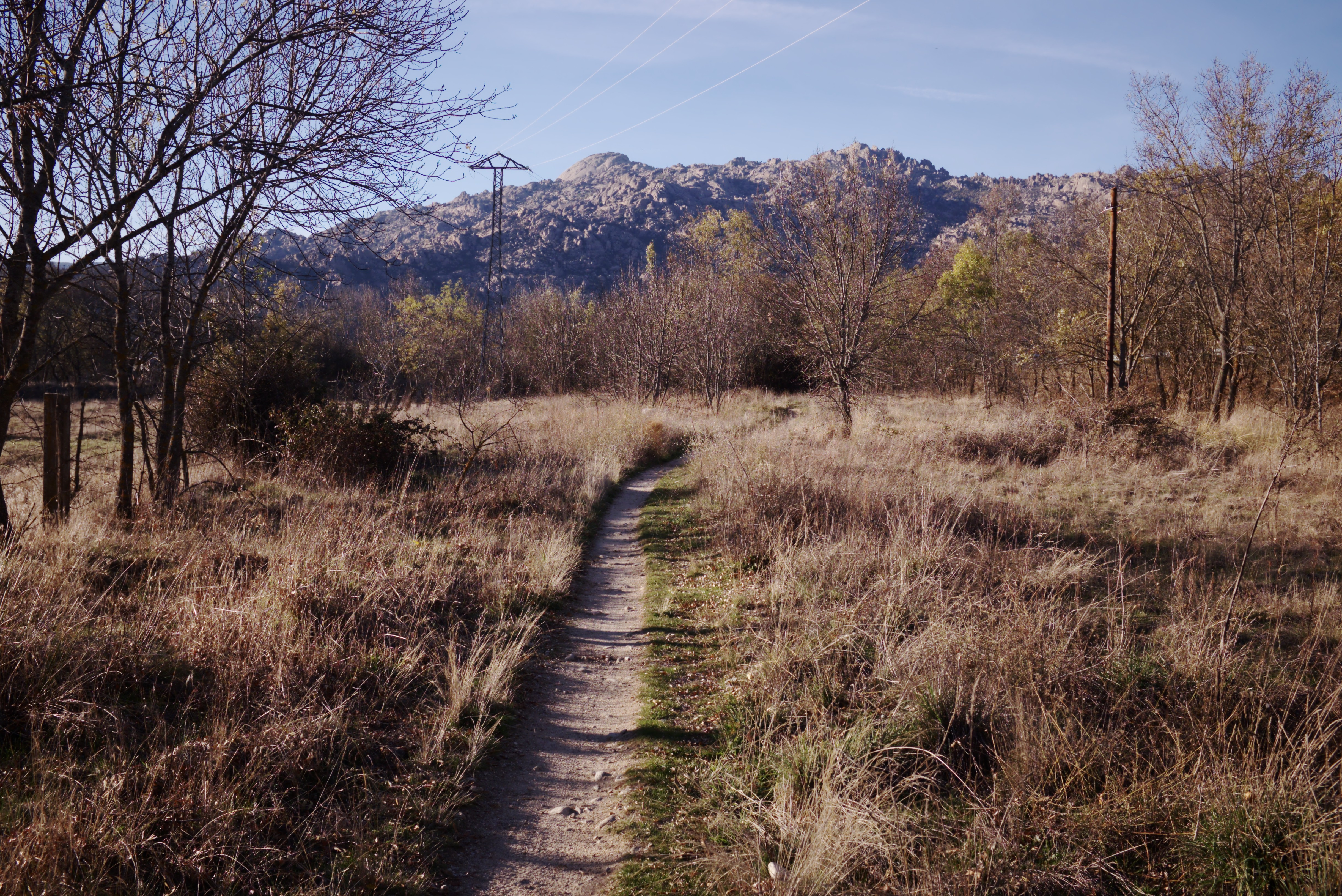
Vista desde el este

La primera de ellas y la más meridional es El Alcornocal, ubicada al norte de Manzanares el Real y limitando con el municipio. Es la parte más pequeña de las tres de La Pedriza y la de menor altitud ya que comprende solo el cerro de El Alcornocal (1110 m). Está separada de la Pedriza Anterior por el collado de la Cueva. La segunda parte, que está al norte de El Alcornocal y al sur del arroyo de la Dehesilla, se conoce como la Pedriza Anterior, cuyo pico más importante y representativo es el Risco del Yelmo (1719 m). Esta parte de La Pedriza se trata de un macizo montañoso que culmina en los riscos de Los Fantasmas (1727 m) y en el del Yelmo, situados en el norte de la Pedriza Anterior. Existen pequeños valles orientados generalmente de oeste a este, como son el caso del Hueco de las Hoces, en el oeste, la Gran Cañada, en el sur, y el Hueco del Recuenco, en el este. La superficie aproximada de esta zona es de 1580 hectáreas.
La parte más septentrional es la Pedriza Posterior, que asciende desde el arroyo de la Dehesilla, como su límite sur, hasta fundirse con la Cuerda Larga, teniendo los riscos de las Torres de La Pedriza (2029 m) como límite natural con Cuerda Larga. Esta zona tiene forma de un gran circo de montaña orientado al sur y en forma de C, al cual se le conoce como el Circo de la Pedriza Posterior. En la cresta de este circo, el cual no es de origen glaciar, están los picos más altos de la Pedriza Posterior. La superficie aproximada de esta zona es de 1620 hectáreas.

### Riscos y picos
Los picos y riscos de La Pedriza toman su nombre del objeto al que su figura se asemeja. Por esta razón se encuentran en esta zona de la sierra de Guadarrama nombres muy pintorescos y llamativos. Estos son algunos de los riscos y picos más importantes y elevados de La Pedriza, ordenados según altitud :
- Torres de La Pedriza (2029 m), los riscos más altos de La Pedriza.
- Cerro de los Hoyos (1950 m)
- Cancho Centeno (1917 m)
- Torre de los Buitres (1827 m)
- La Milanera (1799 m)
- Los Fantasmas (1729 m)
- Risco del Yelmo (1719 m), el risco más famoso de La Pedriza.
- El Torro (1706 m)
- El Acebo (1631 m)
- Carro del Diablo (1609 m)
- Risco del Puente (1609 m)
- Las Cuatro Damas (1564 m)
- Risco El Pájaro (1549 m)
- Cerro del Jalón (1469 m)
- Peñas Cagás (1455 m)
- El Elefantito (1420 m)
- El Alcornocal (1110 m)

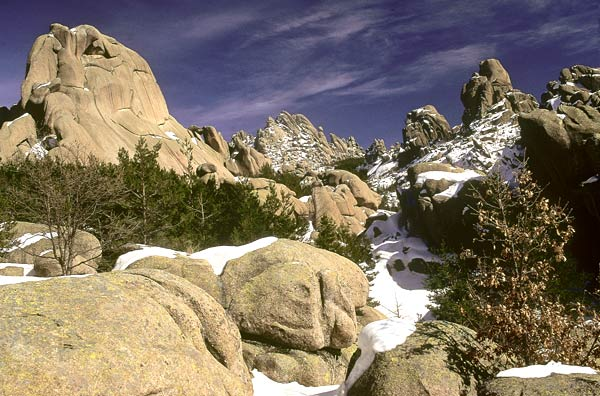
Vista invernal de las Torres de La Pedriza. Estos riscos son los más altos de la zona, superando los 2000 metros de altitud.
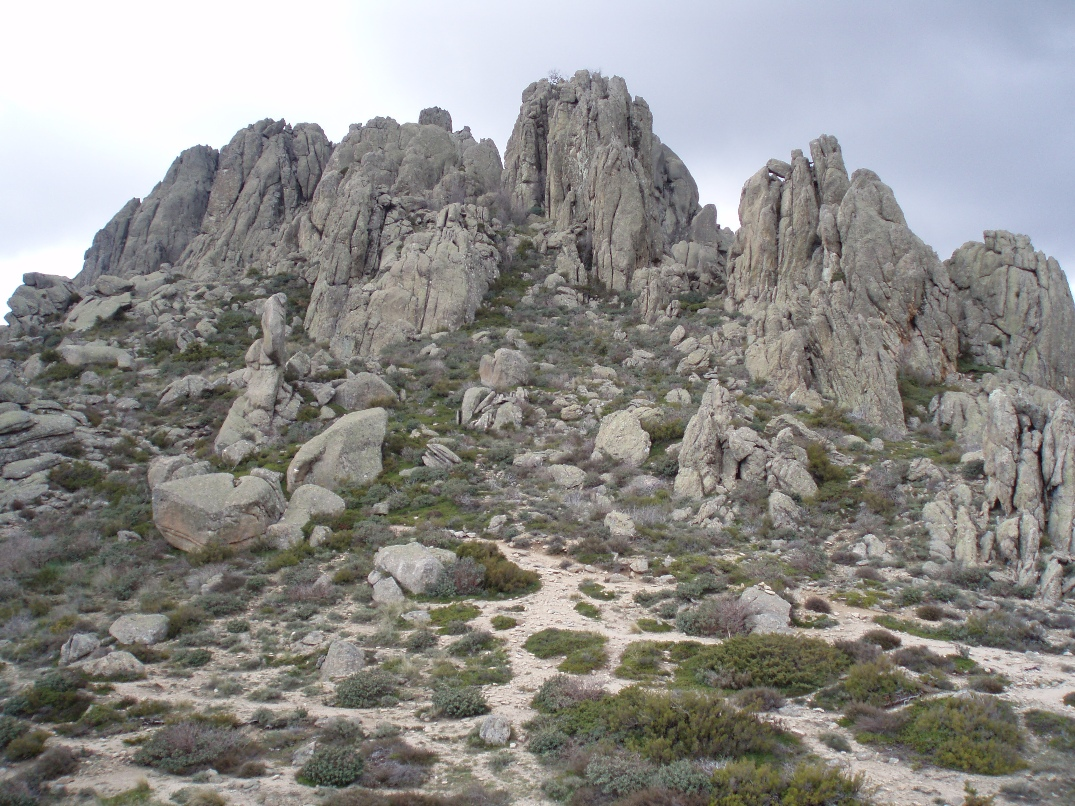
Riscos de Los Fantasmas. Son los más altos de la Pedriza Anterior, con una altitud de 1729 metros.
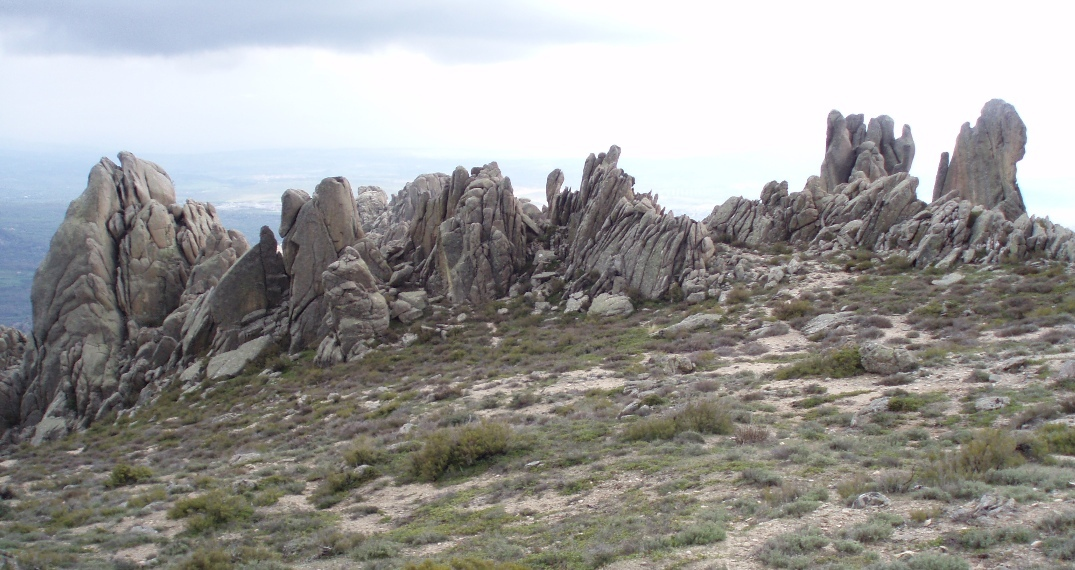
Las Damas de La Pedriza, unas de las formaciones geológicas más singulares de La Pedriza Anterior.
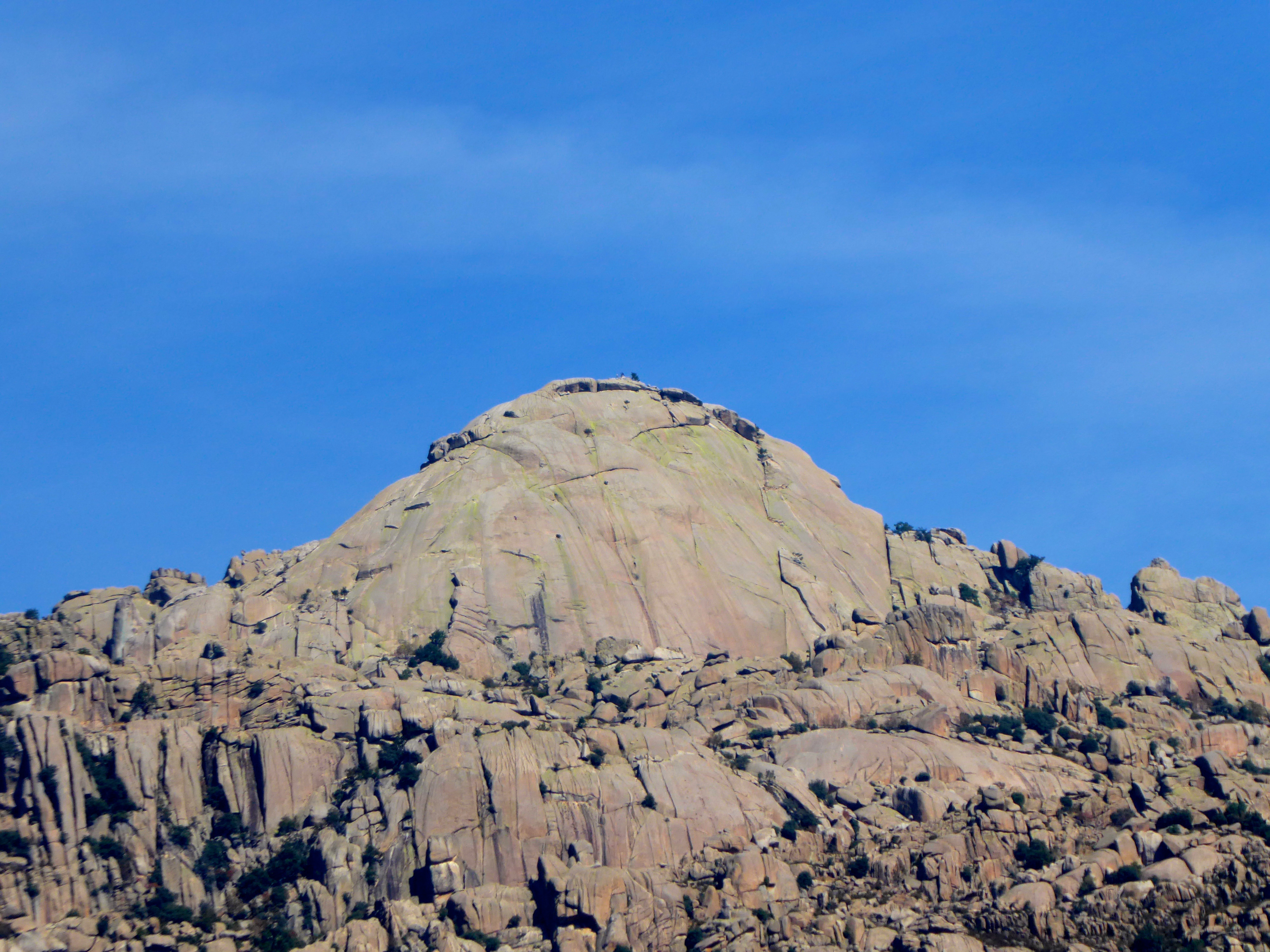
Cara sur del risco del Yelmo[2] (1717 m), uno de los más importantes de La Pedriza. Esta cara suele estar muy transitada por escaladores.
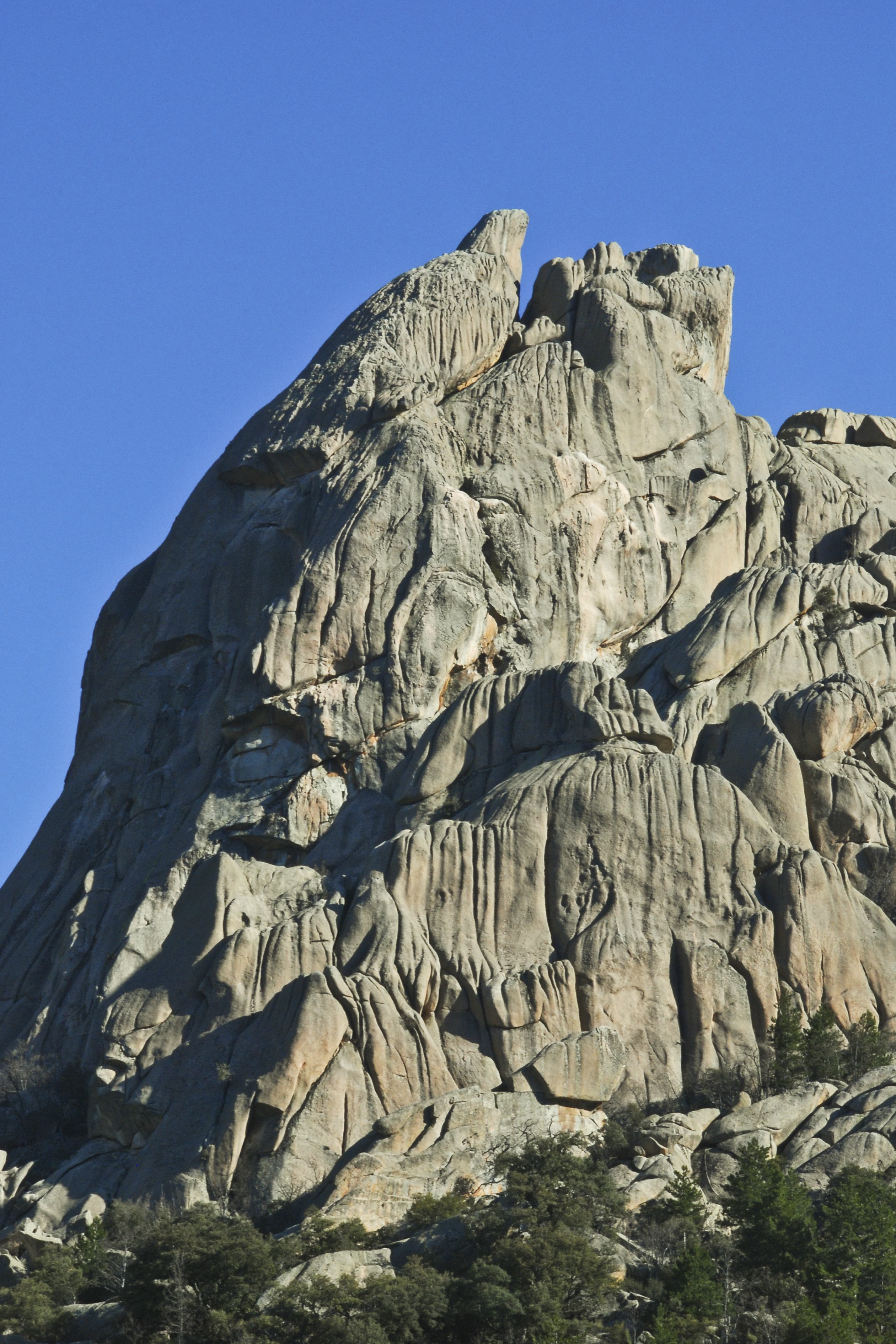
El Pájaro (Pedriza Posterior)

## Geología

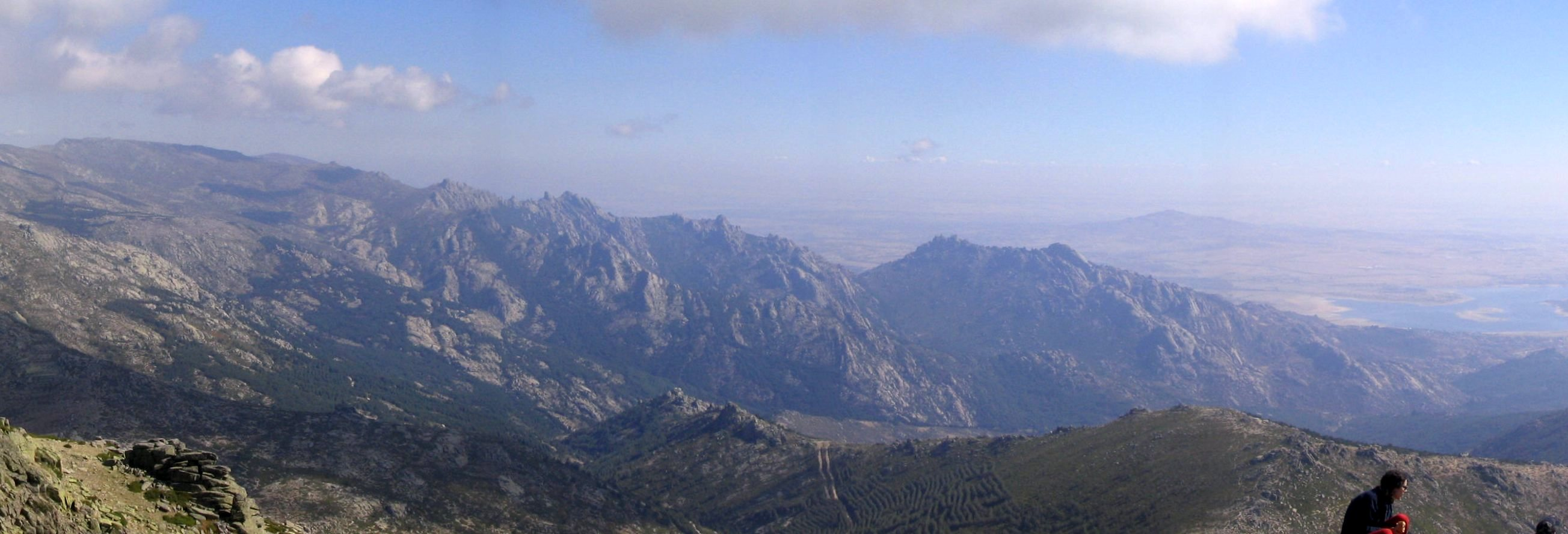
Panorámica de La Pedriza vista desde La Maliciosa (2227 m). La parte izquierda de la imagen corresponde a la Pedriza Posterior, y la derecha a la Pedriza Anterior. En la fotografía se ve el Collado de la Dehesilla (1453 m) como límite entre las dos partes de La Pedriza.

Geológicamente, está formada por rocas graníticas formadas hace 300 millones de años de un característico color rosado, y con curiosas erosiones, diaclasas, pequeñas fallas, barrancos y collados de cierta importancia, que les dan formas características. Los gneises son más antiguos y están en las zonas más elevadas, mientras que los granitos abundan en todas las zonas. Las arcillas se encuentran en zonas sedimentarias. 

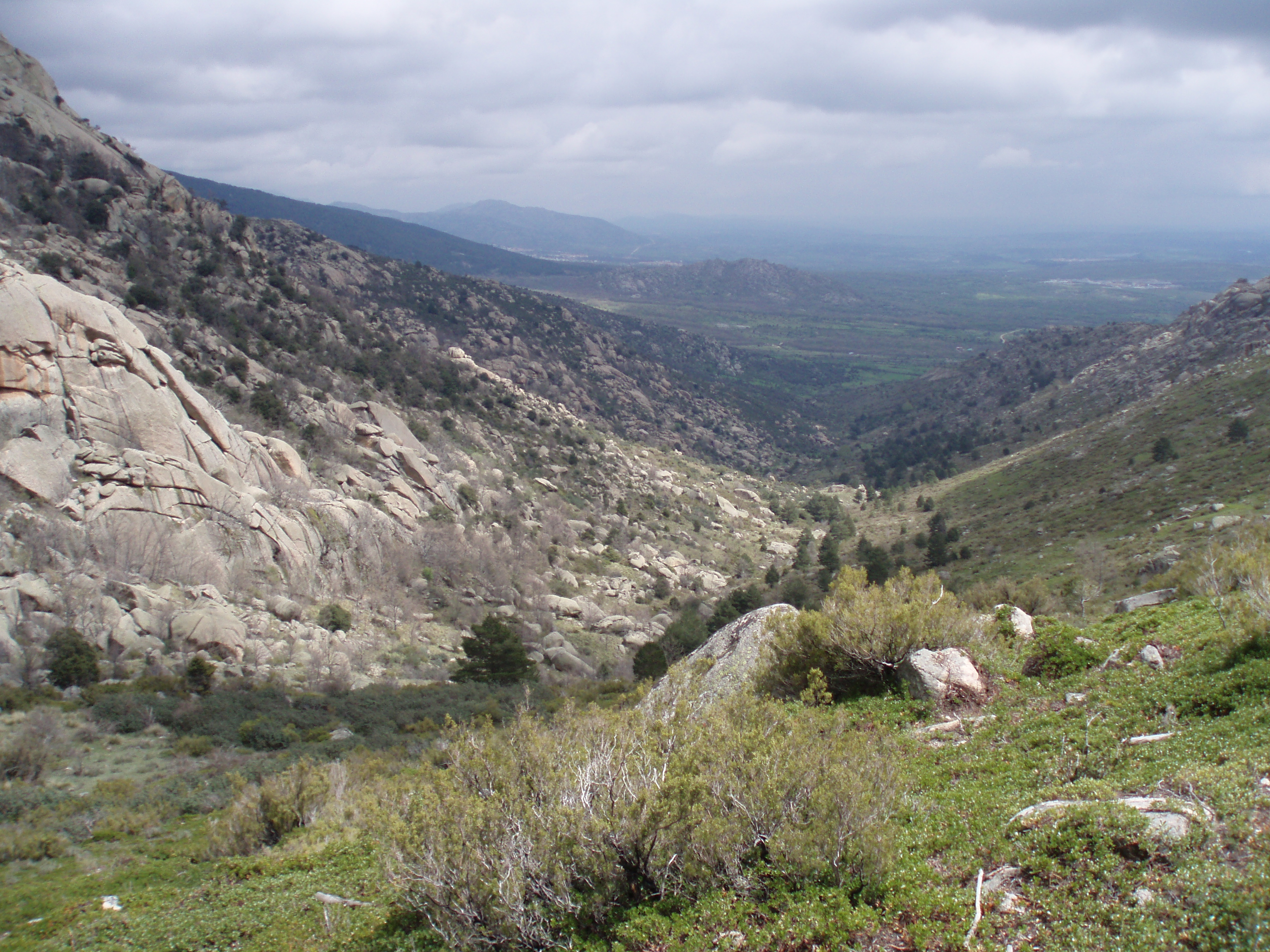
Valle situado al este del collado de la Dehesilla. Este valle separa La Pedriza Anterior de la Posterior.

Los granitos de La Pedriza son rocas que afloraron a la superficie por desmantelamiento de los materiales que los recubrían. Al acercarse a la superficie se cristalizaron los minerales que en el caso del granito son el cuarzo, feldespato y mica. Después de enfriarse se producen roturas y fragmentación en las rocas (diaclasas). La roca suele presentar cuarzo, feldespato, biotita y, a veces, moscovita y con tamaños de grano medio a grueso. El predominio de feldespato y cuarzo hace prevalecer el color grisáceo claro. Al oxidarse el hierro que contienen las micas biotitas aparece el característico color ocre-rojizo de La Pedriza. Una vez que el granito está en el exterior, el agua y el hielo penetran por las grietas fragmentando los bloques. La Pedriza es un gran ejemplo de modelado en granito, definido por una red de fracturas compuesta de diversidad de fallas y fisuras. Por sus características estructurales y su pasado climático, se han escindido torreones, yelmos, tolmeras y piedras caballeras. De composición heterogénea, pero con carácter compacto, estas rocas cristalinas presentan planos netos de fracturación que guían el modelado. Por todos estos procesos químicos y mecánicos, La Pedriza presenta un elevado número de formas caprichosas y curiosas.

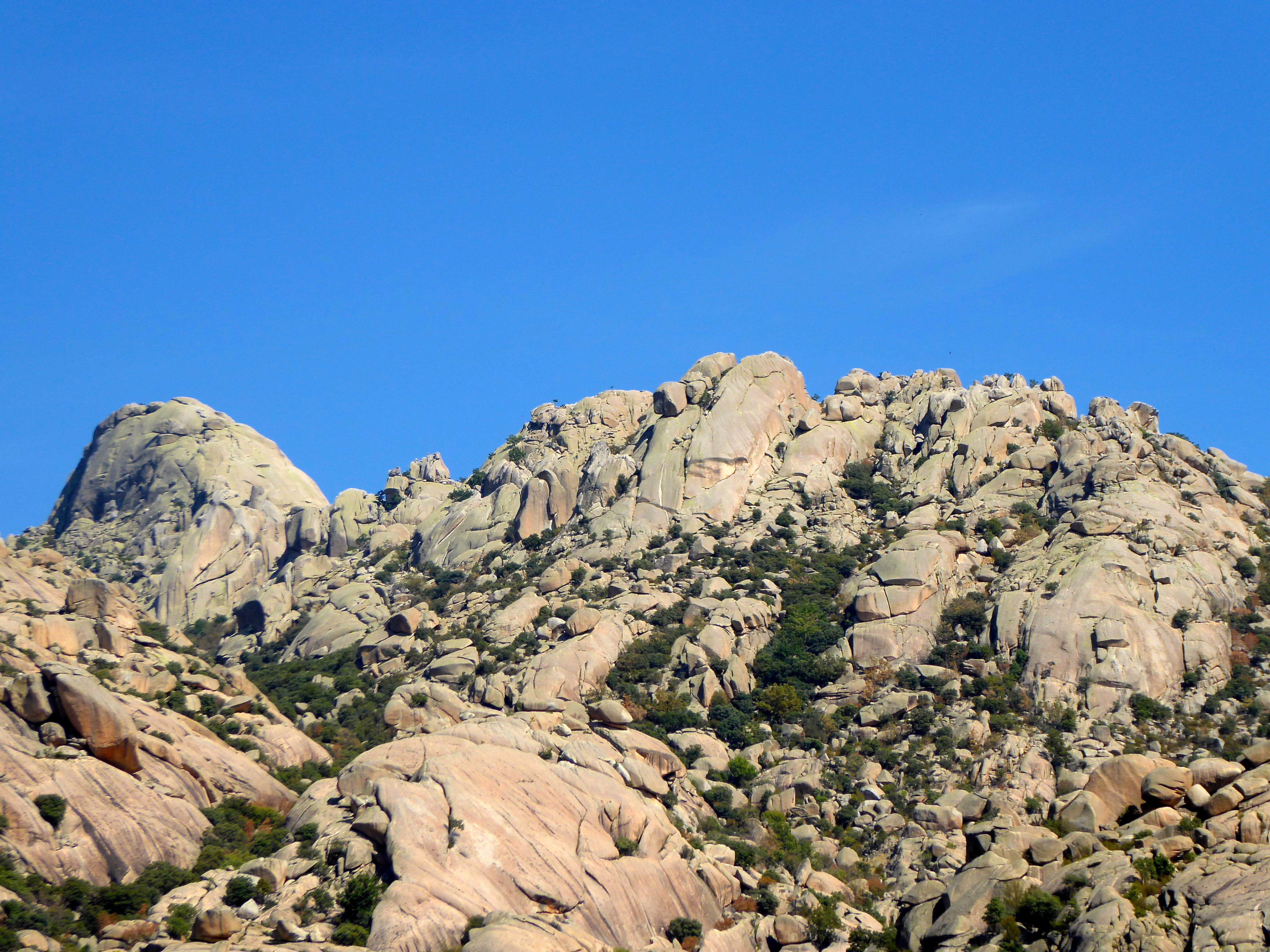
Formaciones rocosas

En La Pedriza puede suponerse la existencia de períodos templados-húmedos en los que se vio favorecida la alteración química de la roca, alternando con otros fríos en los que sería predominante la meteorización mecánica, con la fragmentación de la roca a favor de las diaclasas. No se han apreciado indicios de acción glaciar dentro de los límites de La Pedriza, aunque sí más arriba, en las proximidades de la Cuerda Larga durante el Cuaternario (hace 1,8 millones de años). Por ello, el término de Circo de la Pedriza Posterior, como suele designarse a la cresta arqueada de las Milaneras, Las Torres y el pico de la Herreda, debe considerarse como un término topográfico que no implica un origen glaciar.

### Formación

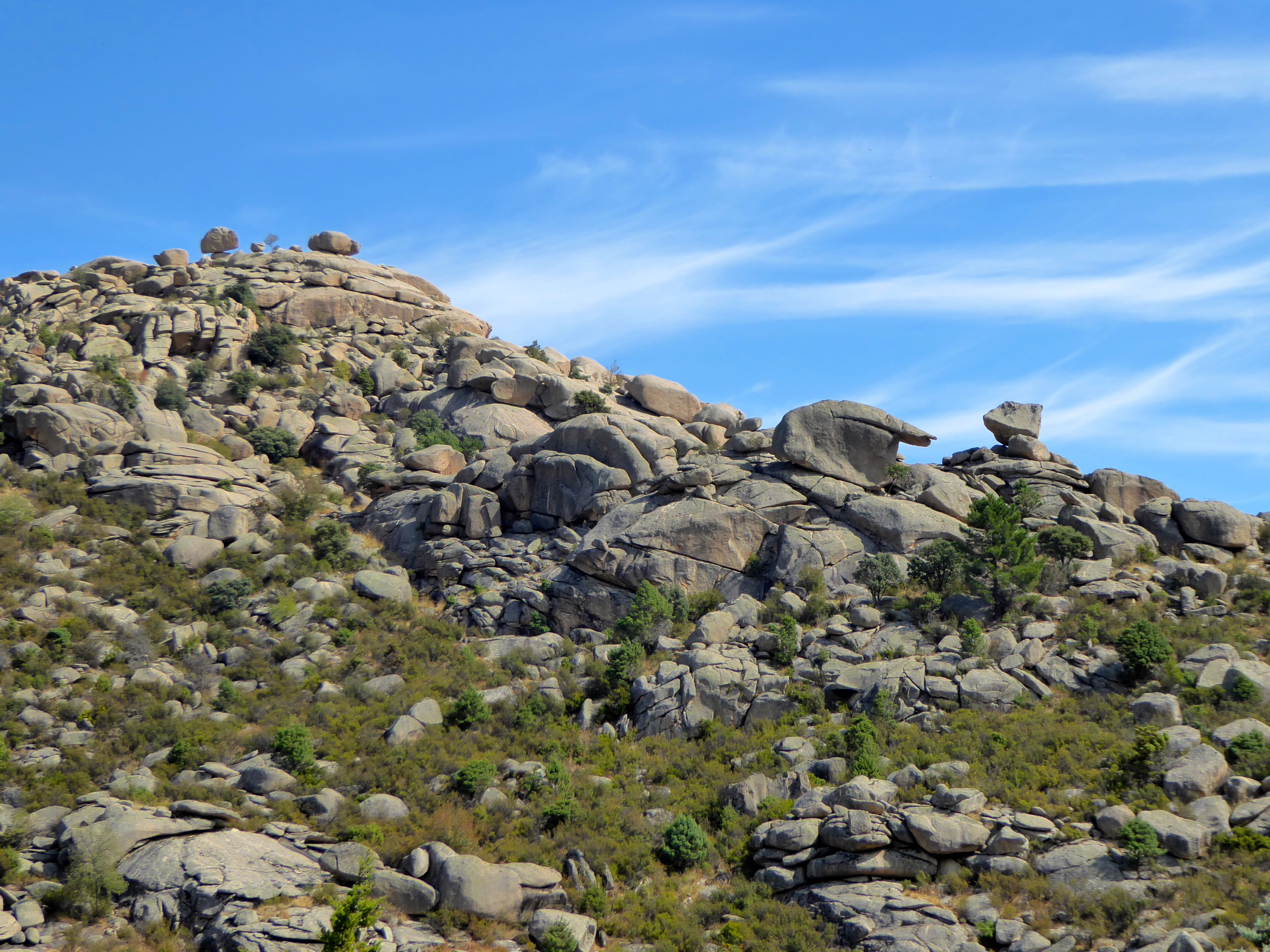
Paisaje típico de La Pedriza

En el Paleozoico Medio (hace entre 360 y 290 millones de años), un sustrato inicial de antiguos granitos y sedimentos se empezó a plegar y metamorfizar, originándose los gneises.
Durante el Paleozoico superior (entre 290 y 250 Ma) dichos materiales se fracturan. Se inicia el emplazamiento cerca de la superficie de grandes masas magmáticas, que al enfriarse darán lugar a los batolitos graníticos. Todos estos procesos formaron parte de la orogenia varisca, causada por la colisión de los continentes que formaron Pangea.
Desde finales del Paleozoico y durante el Mesozoico (entre 250 y 65 Ma) se producen los procesos de erosión y desmantelamiento total del relieve varisco, resultando una extensa penillanura que afectaría a todo el Macizo Ibérico. 
Al final del Mesozoico, en el Cretácico, se produce una importante transgresión marina del antiguo mar de Tetis, cubriendo el mar la penillanura y pasando a formar entonces toda la zona el extremo suroeste de una amplia plataforma continental ibérica, en la que se depositarán las arenas y calizas que pueden verse hoy a ambos lados del Sistema Central y en el valle del Lozoya.
En el Cenozoico, hace unos 40 Ma, actuaron los procesos de la orogenia alpina que provocan la elevación del Sistema Central y la compartimentación en bloques tal y como los encontramos. La erosión del macizo rocoso provoca el relleno sedimentario de las cuencas con arcosas.
La acción glaciar del Cuaternario (hace 1,8 Ma hasta hoy) acabaría de modelar varios de los relieves actuales de la zona más alta de La Pedriza, es decir, por encima de los 1800 metros. 
En los últimos millones de años; la acción glaciar, la consolidación de la red de ríos y la excavación de valles y terrazas dan lugar a la morfología actual del terreno.

## Hidrografía

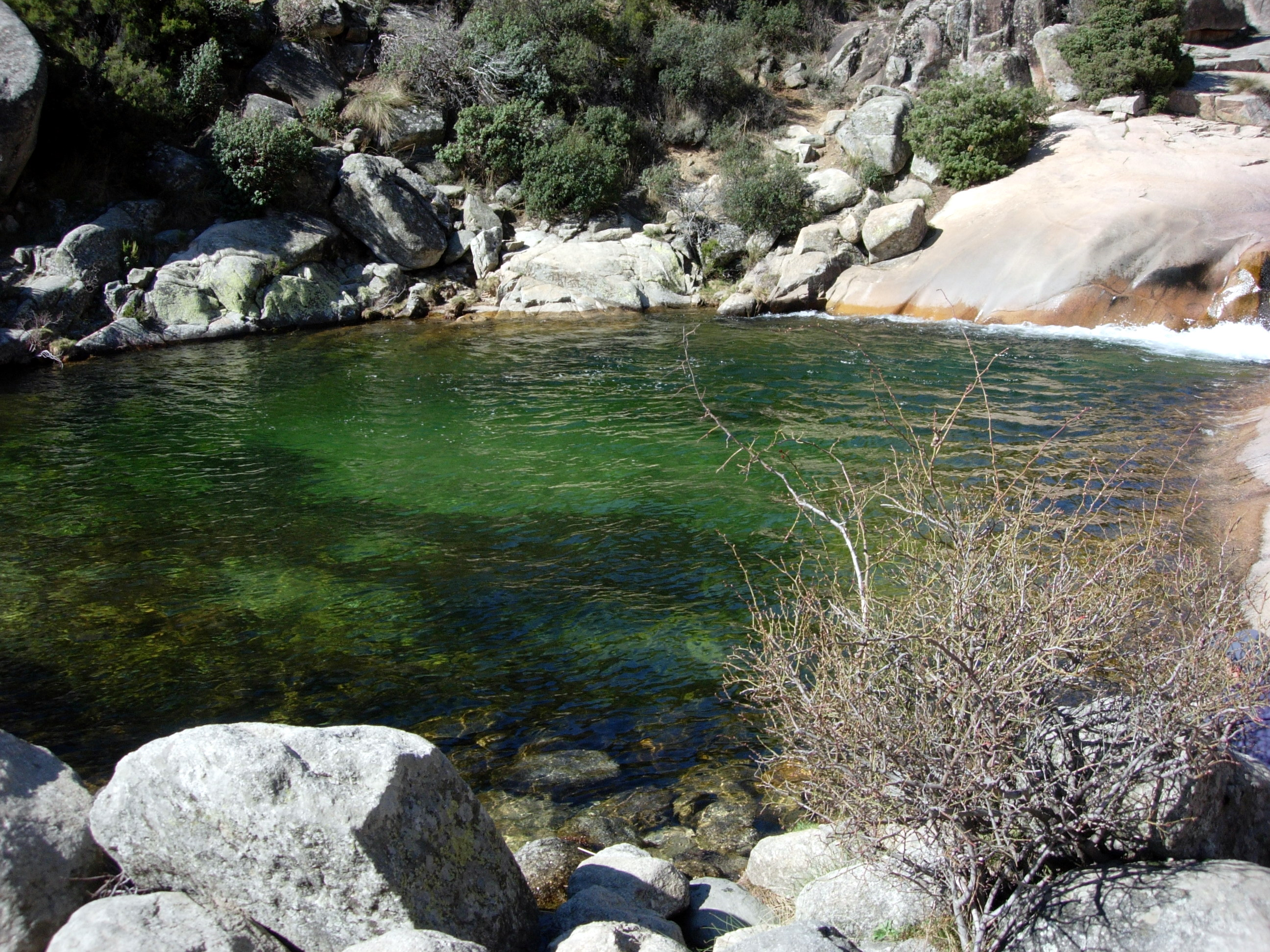
Charca Verde

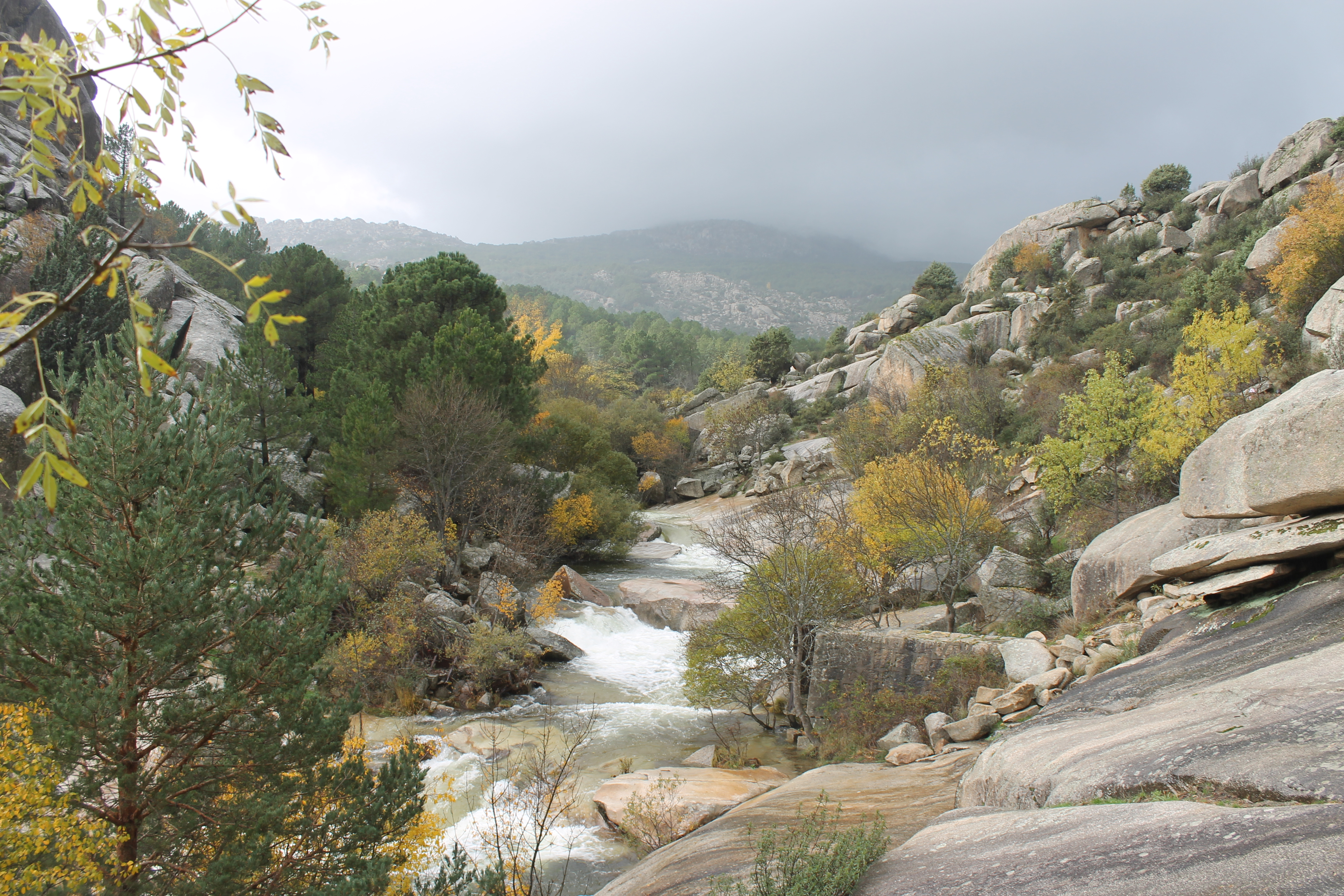
Curso alto del Manzanares. Este río tiene varias charcas muy concurridas en verano por los bañistas.

La Pedriza está atravesada por numerosos arroyos y por el río Manzanares, en su recorrido desde su nacimiento en el Ventisquero de la Condesa, en las laderas de la Bola del Mundo, hasta su recogida en el embalse de Santillana. Algunos de los arroyos más importantes de la zona son el de la Majadilla, el de la Dehesilla, el de los Huertos y el de Coberteros. Las fuentes naturales y emanaciones de agua son numerosos en la zona debido a la gran cantidad de agua subterránea que hay. La calidad de estas aguas es excelente debido a que el granito deposita muy pocos residuos y esto contribuye a mejorar la pureza del agua.
Al oeste de la Pedriza Posterior y en el río Manzanares está la Charca Verde, una de las más concurridas por los bañistas. Otro lugar famoso de este tipo es la Charca Kindelán, ubicada en la zona baja del Arroyo de la Majadilla. Además de estas dos charcas, existen otras de menor tamaño en el Manzanares y en otros arroyos de La Pedriza, así como una pequeña laguna situada en una zona elevada de la Pedriza Anterior, conocida como "la lagunilla".

## Flora y fauna

### Flora

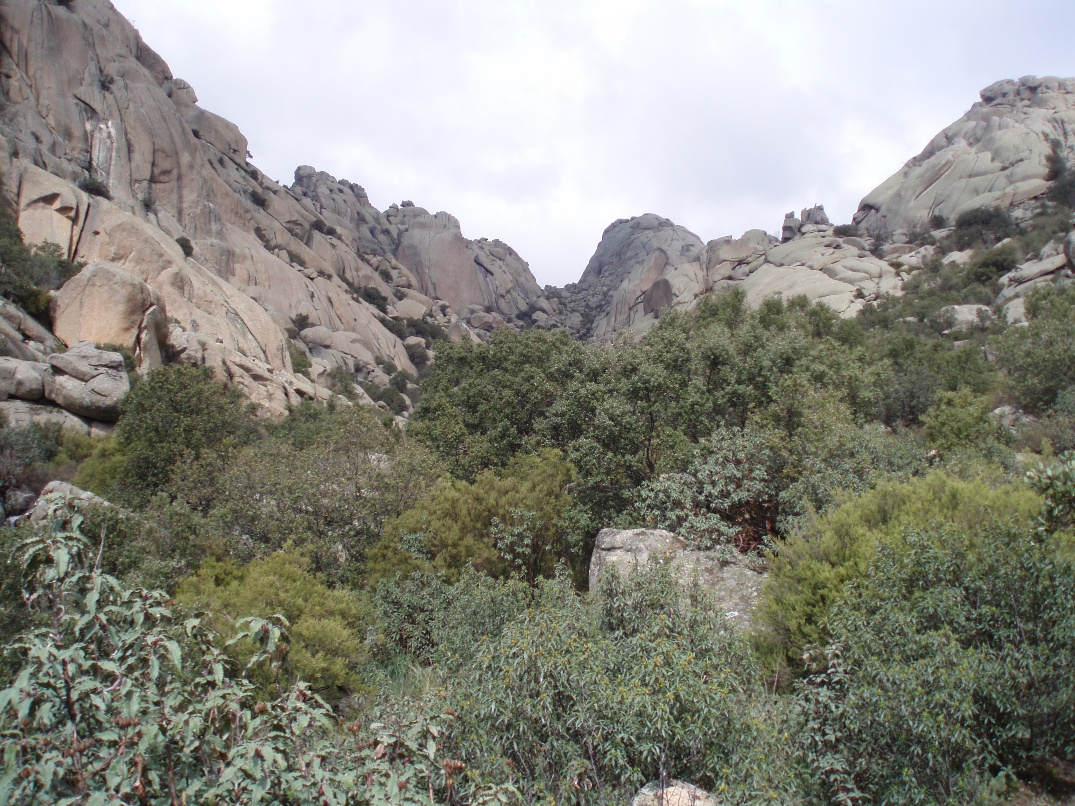
Jara pringosa y otras especies vegetales en el Hueco de las Hoces, situado en La Pedriza Anterior.

La vegetación de La Pedriza es una mezcla de la propia del bosque mediterráneo y la de la alta montaña. A medida que se asciende, las formaciones vegetales son cada vez más propias de la alta montaña, quedando las plantas mediterráneas en las zonas más bajas de La Pedriza.
Entre los árboles de La Pedriza hay pinos salgareño, rodeno, silvestre y negro; acebo, aliso, arce, avellano, castaño, encina, quejigo, rebollo, sabina, serbal y tejo.
Entre los matorrales se da el brezo, cantueso, enebro, gayuba, helecho, jara, majuelo, piorno, retama, romero y tomillo.
Hay hongos en los pinares: colmenilla, níscalo, lepiota y rebozuelo; así como en los prados: seta de cardo.[cita requerida]

### Fauna

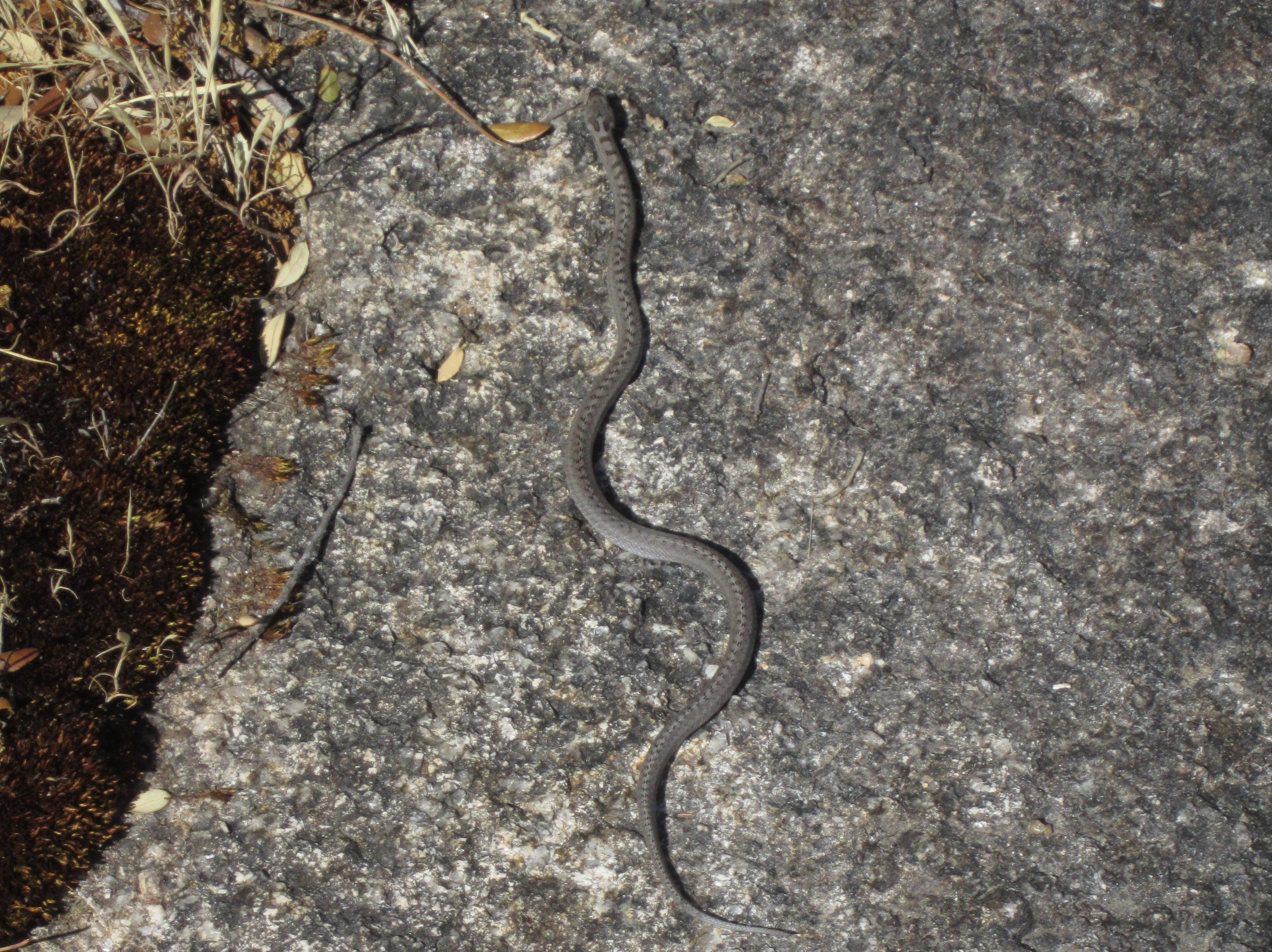
Culebra lisa en La Pedriza

En estos ecosistemas desarrolla su vida una gran cantidad y variedad de fauna salvaje, encontrándose mamíferos como cabras montesas, ciervos, jabalíes, corzos, gamos, tejones, varios mustélidos, gatos monteses, zorros, liebres, etc. Hay que destacar la existencia de aves migratorias que habitan temporalmente La Pedriza. Autillos, halcones abejeros, milanos negros y reales, abejarucos, numerosas especies de anátidas son algunas de estas especies.
Entre los reptiles y anfibios se encuentran especies como culebra lisa meridional, culebra lisa europea, culebra viperina, culebra de herradura, culebra bastarda, víbora hocicuda, lagarto verdinegro, lagarto ocelado, salamandra común, sapo común y sapo corredor.

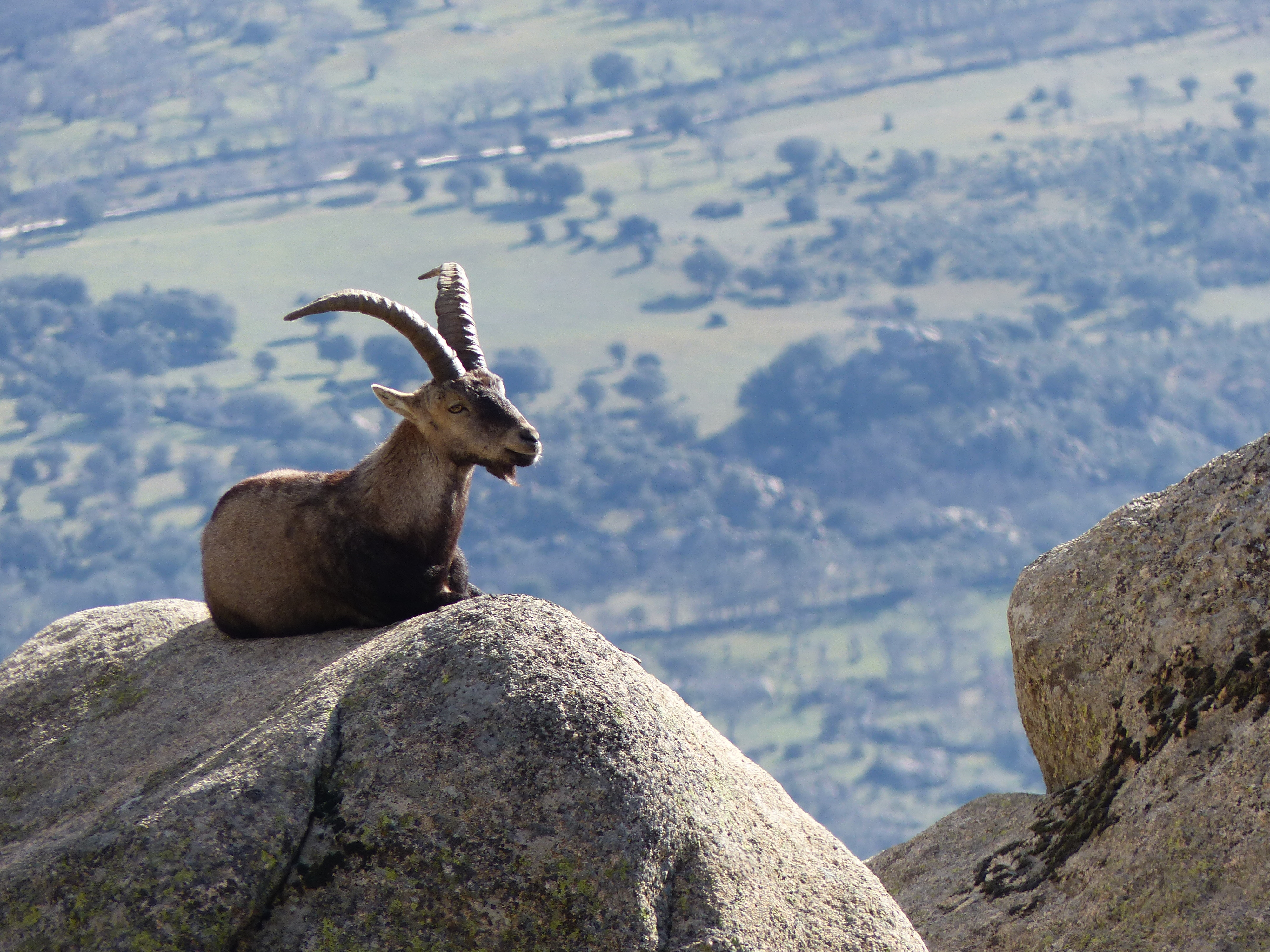
Capra pyrenaica victoriae

Entre las especies de mamíferos figuran ardilla roja, comadreja común, cabra montesa, conejo, corzo, gineta, jabalí, liebre, lirón careto, lobo ibérico, nutria, tejón y zorro común.
Se encuentran en La Pedriza especies de ave como abejaruco, abubilla, agateador común, alcaudón real, arrendajo, carbonero, codorniz, cuco, chocha perdiz, chochín, chova piquirroja, herrerillo capuchino y común, martín pescador, mirlo acuático y común, reyezuelo, oropéndola, perdiz roja, petirrojo y picapinos. En concreto entre las rapaces están presentes águila imperial ibérica, águila real, calzada y culebrera, búho real y chico, buitre negro y leonado, cárabo, cernícalo, lechuza, milano real y negro, mochuelo y ratonero. Entre las aves acuáticas ánade real, focha, garza real, porrón, somormujo y zampullín.
En los cursos de agua habría trucha común, trucha arco iris y carpa.

## Clima

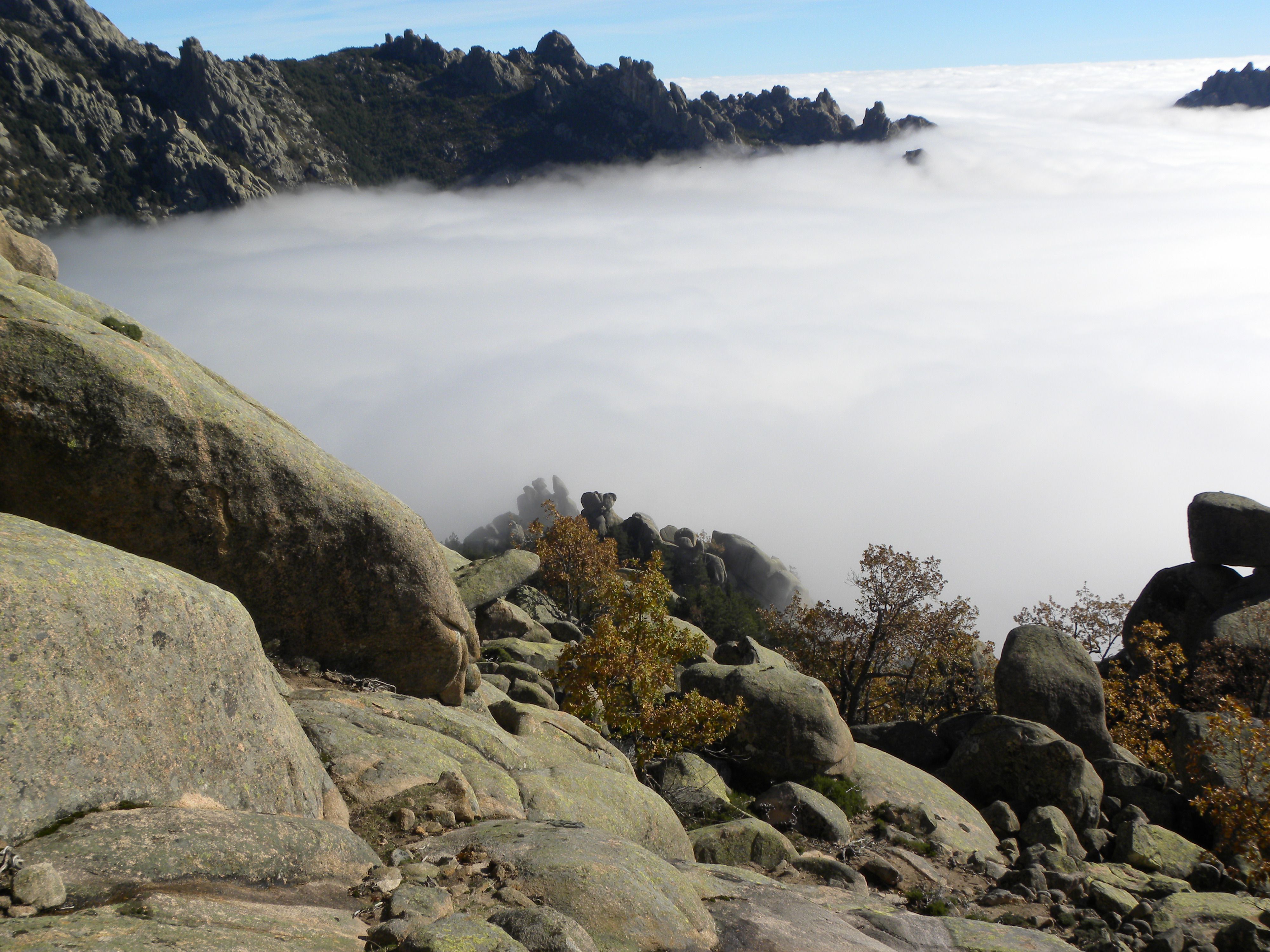
Mar de nubes en La Pedriza

La Pedriza se encuentra en una zona en la que el clima es mediterráneo continentalizado, caracterizado por temperaturas que varían mucho del verano al invierno y por tener un verano muy seco. Al estar esta zona orientada al sur recibe grandes influencias del clima de la submeseta sur y una gran insolación. Pero, como en cualquier zona montañosa, el clima en esta sierra varía notablemente con la altitud, por lo que hay que diferenciar las distintas zonas climáticas.
Entre los 800 y 1400 metros de altitud, las precipitaciones anuales medias se sitúan entre los 700 y 800 mm, siendo bastante más escasas durante el verano. La temperatura media en esta zona está entre los 10 y 11 °C, llegando a máximas en verano de 28 °C y a mínimas en invierno de -6 °C. En esta franja, las precipitaciones suelen ser en forma de nieve entre los meses de diciembre y febrero, aunque siempre hay excepciones, y la nieve precipitada se mantiene en el suelo durante poco más de tres días debido a las temperaturas.

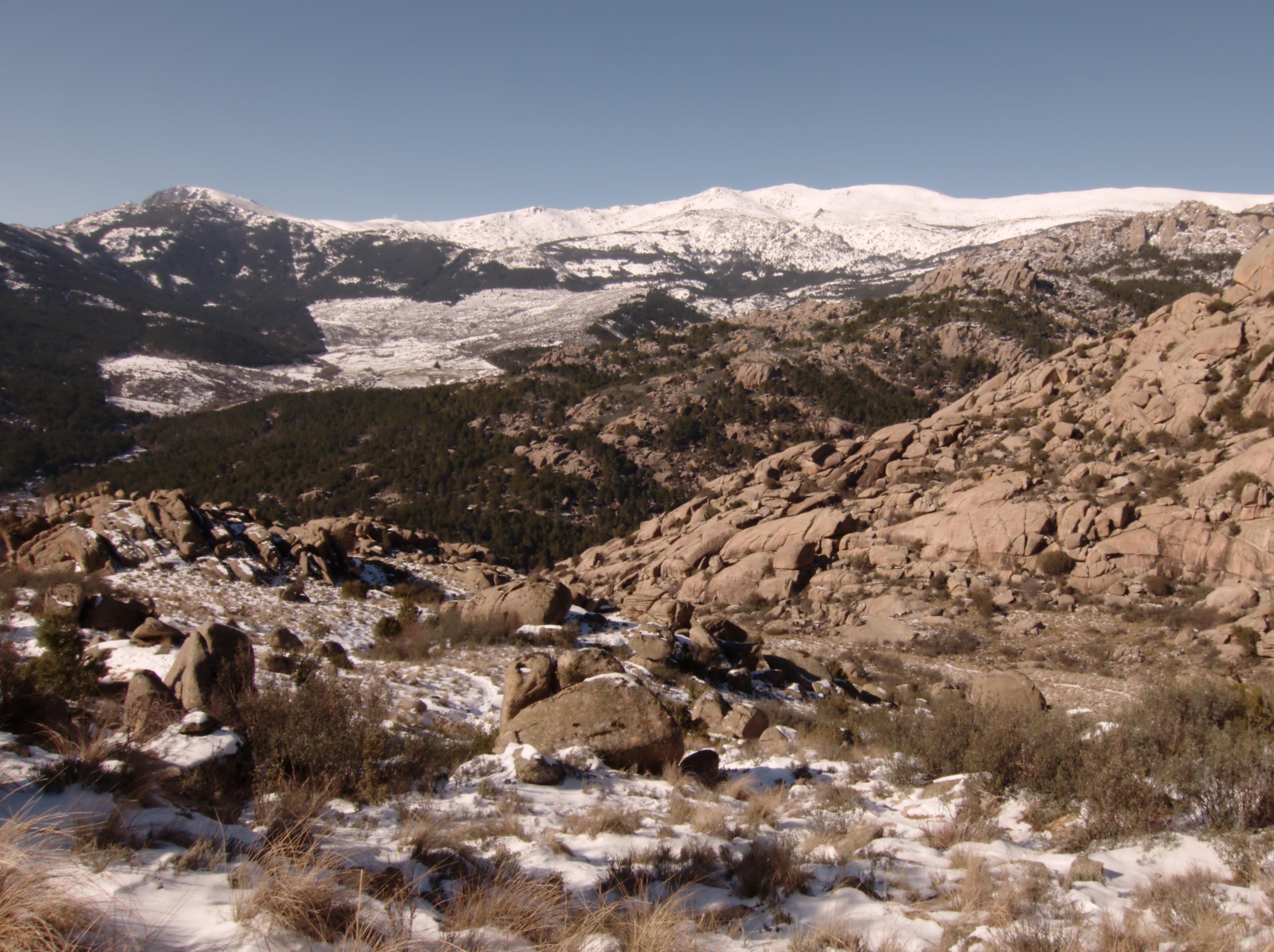
Nieve en febrero

Entre los 1400 y 2000 metros de altitud, las precipitaciones anuales medias se sitúan entre los 900 y 1000 mm, siendo más escasas durante el verano y más abundantes según se gana altitud. La temperatura media en esta zona está entre los 8 y 9 °C, llegando a máximas en verano de 25 °C y a mínimas en invierno de -8 °C. En esta franja, las precipitaciones suelen ser en forma de nieve entre los meses de diciembre y abril, aunque siempre hay excepciones, y la nieve precipitada permanece en el suelo de una forma permanente durante el invierno, aguantando congelada más tiempo en la vertiente norte. Sin embargo, sobre las rocas de granito la nieve no resiste muchos días congelada a no ser que existan condiciones de frío excepcionales.
En resumen, el clima de La Pedriza es húmedo, bastante más que el de la Meseta Central y por lo general frío, más cuanto mayor sea la altitud. En las cornisas y picos el viento suele ser muy intenso y las tormentas son más frecuentes que en la meseta.
Tabla de temperaturas medias según altitud 
| altitud       | Tª en invierno | Tª en primavera y otoño | Tª en verano  |
| ------------- | -------------- | ----------------------- | ------------- |
| 2000 a 1400 m | 1 °C a -5 °C   | 11 °C a 5 °C            | 23 °C a 7 °C  |
| 1400 a 800 m  | 3 °C a -3 °C   | 15 °C a 7 °C            | 25 °C a 11 °C |

## Comunicaciones

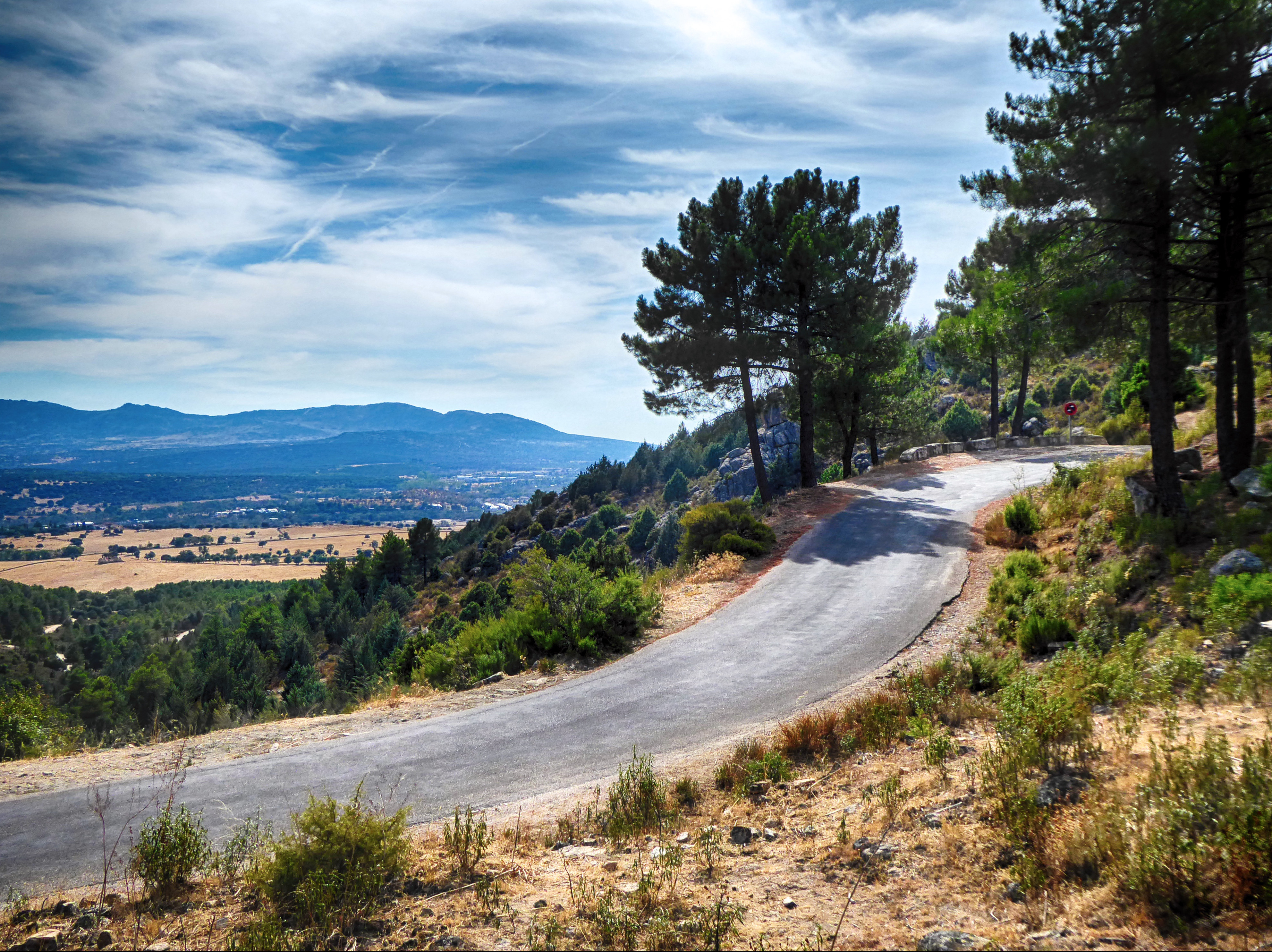
Carretera de acceso

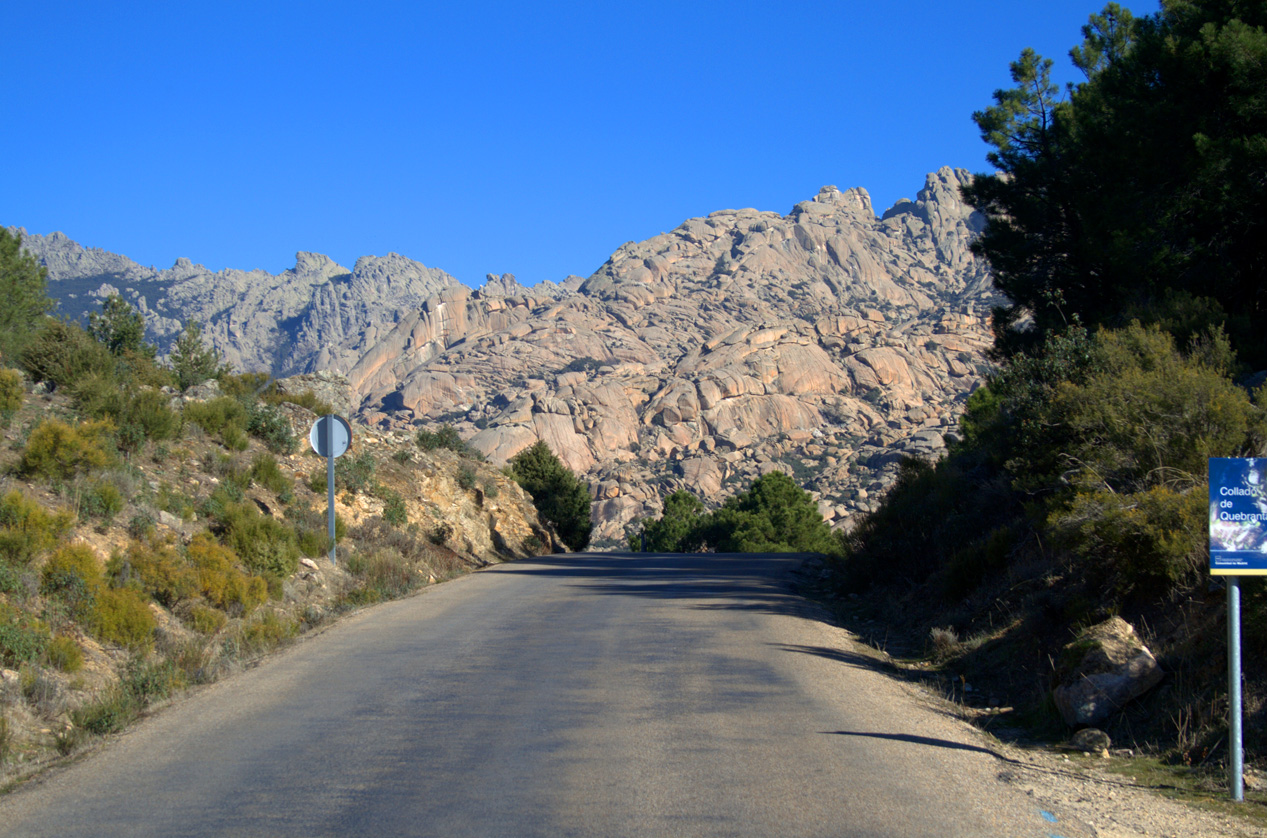
Collado de Quebrantaherraduras.

La principal vía de acceso a La Pedriza es la carretera autonómica (regional) M-608, la cual comunica a Manzanares el Real con los municipios de Collado Villalba, Soto del Real y Guadalix de la Sierra. Desde esta misma vía, y en Manzanares el Real, sale una carretera asfaltada que atraviesa el Collado de Quebrantaherraduras (1082 m) y termina en Canto Cochino, un área recreativa con un aparcamiento para vehículos con 250 plazas situado en el límite oeste de La Pedriza. Debido a la gran afluencia de coches a este aparcamiento durante muchos fines de semana, existe un control que limita el acceso a este lugar. Por este motivo, Manzanares el Real es el punto de partida para muchos montañeros que se adentran en La Pedriza.
En cuanto a transporte público, solo hay una línea de autobús que comunica Madrid con La Pedriza. Se trata de la línea 724, cuyo recorrido termina en la plaza de Castilla de Madrid y tiene periodos que varían desde la hora a la media hora.

## Historia

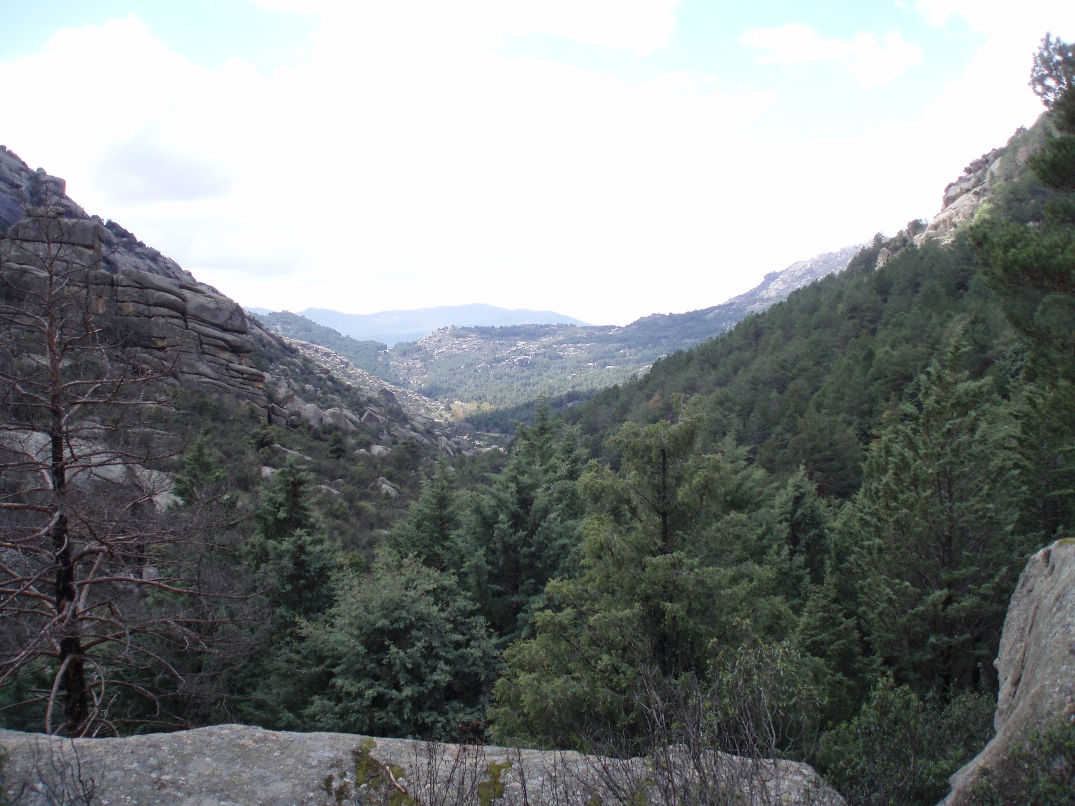
Valle de la Dehesilla, el cual divide la Pedriza Anterior y la Posterior. La mitad izquierda de la imagen corresponde con la vertiente norte de La Pedriza Anterior y la mitad derecha es la vertiente sur de La Pedriza Posterior.

La historia humana de La Pedriza comienza en la Edad del Bronce, en unas fechas que podrían oscilar entre 1400-1200 a. C. El enclave del conjunto cerámico de "Los Aljibes" hallado en La Pedriza denota ya el interés del ser humano por esta zona. En el enclave en el que se han hallado pinturas rupestres, fragmentos de encellas, piezas de hoz, armadura de flecha y hallazgos metalúrgicos próximos parece ser un abrigo santuario, ya que aprovecha una oquedad formada por dos tolmos de granito, con apariencia de dolmen, que crea un espacio rectangular interior capaz de albergar a varias personas.
Tras la ocupación musulmana de la península ibérica, La Pedriza pasa a ser tierra madrileña en el año 1152 por un privilegio del emperador Alfonso VII, al conceder al concejo de Madrid la propiedad de los montes situados entre la villa y Segovia, desde el puerto del Berrueco al de Lozoya. En el libro de "La Montería" de Alfonso X se citan algunas zonas de La Pedriza al igual que otras zonas de la sierra.

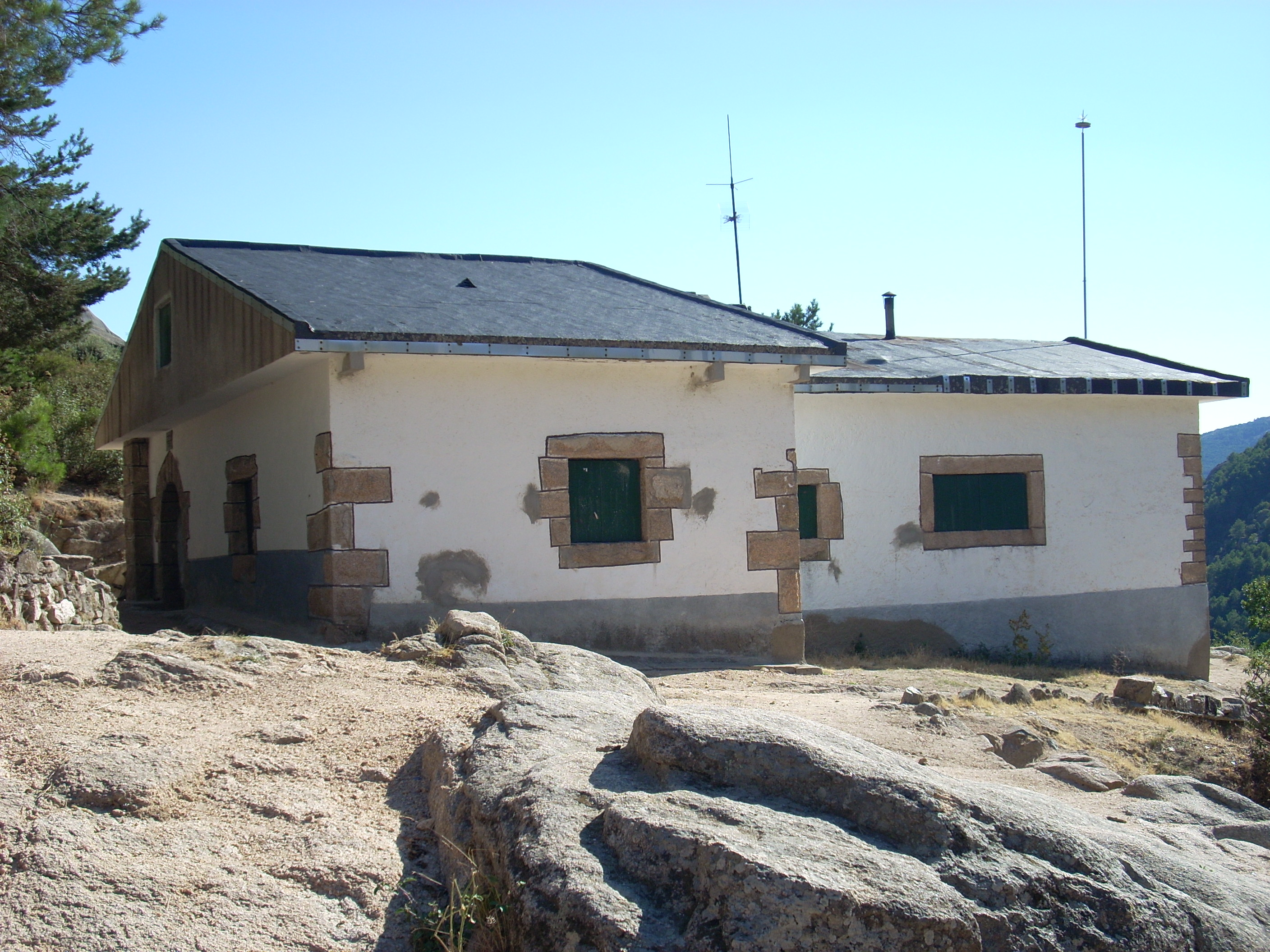
Refugio Giner de los Ríos.

Desde mediados del siglo XIX la Pedriza fue utilizada como refugio de bandoleros aprovechando su difícil acceso y su escabroso paisaje. Algunos de estos bandoleros gozarían de fama por sus fechorías como la banda de "Paco el Sastre" o "Pablo Santos". De la misma manera, docenas de personas se han escondido entre los riscos y valles durante la guerra civil española y el Franquismo.
En 1864, Casiano del Prado explora La Pedriza y difunde la existencia y características de esta zona de la sierra de Guadarrama. También en ese año fue el primer montañero que asciende al risco del Yelmo, aunque probablemente pastores lugareños anónimos lo hicieran con anterioridad. La primera ascensión invernal al Yelmo la hicieron los alemanes Hanser y Ohsman el 14 de febrero de 1899. En 1886 se crea la "Sociedad para el estudio del Guadarrama". Entre sus miembros se encontraba Francisco Giner de los Ríos, cuyo nombre se dio en 1915 al refugio de La Pedriza, más tarde se renombraría al refugio como José del prado y hoy vuelve a retomar el nombre de Giner.

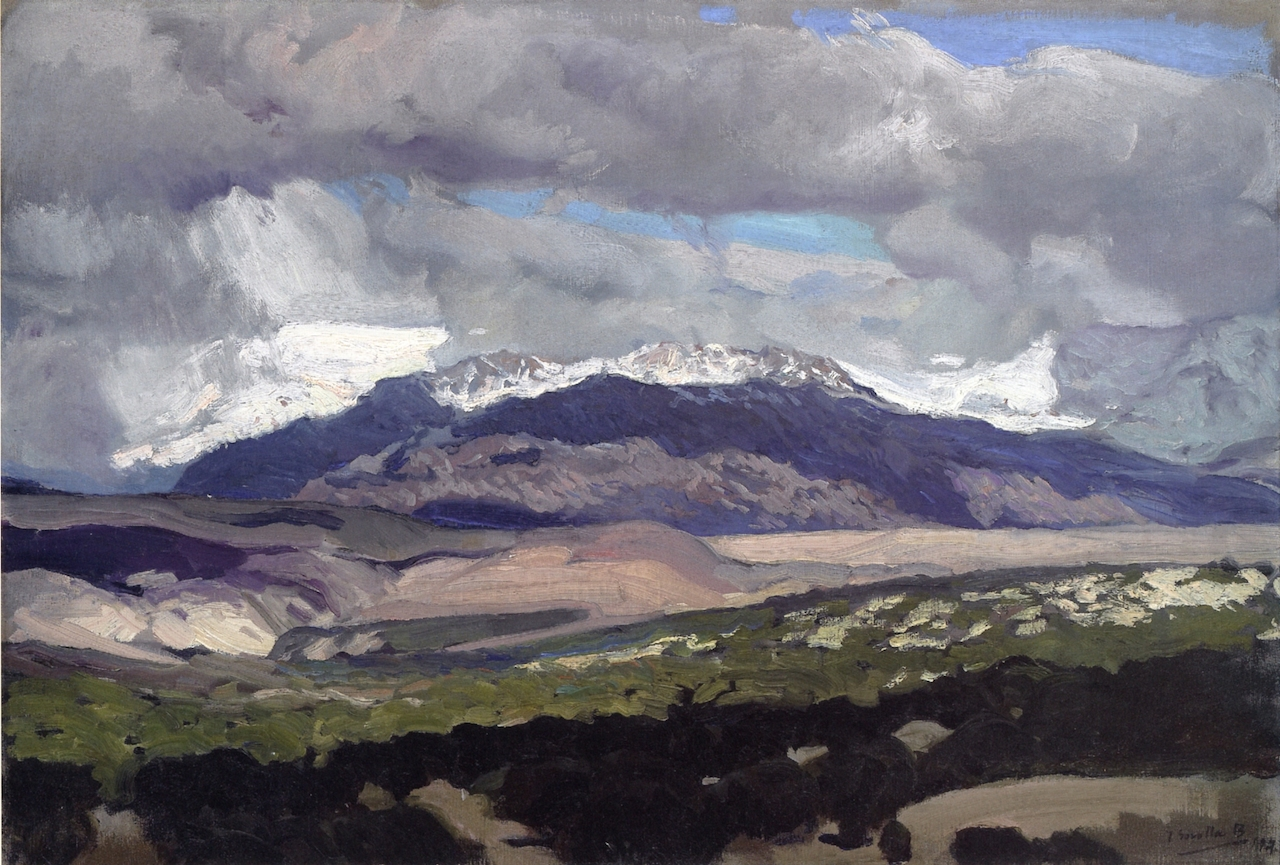
Vista de La Pedriza desde El Pardo por Sorolla

En la década de los años 1920, varios intelectuales de la Institución Libre de Enseñanza destacaron el importante valor ecológico que posee La Pedriza. Por ello planearon la creación del parque nacional de Guadarrama para proteger gran parte de la sierra de Guadarrama. Finalmente ese proyecto no se puso en marcha debido a los cambios de gobierno y la Guerra Civil, sin embargo, en 1930 fue declarado sitio natural de interés nacional.
En 1985, toda La Pedriza fue protegida al crearse el parque regional de la Cuenca Alta del Manzanares, una reserva natural de 52 796 hectáreas. En 1992 fue declarada Reserva de la Biosfera por la Unesco. A comienzos del siglo XXI, el Gobierno de la Comunidad de Madrid junto al de Castilla y León llevaron a cabo un proyecto para declarar como parque nacional gran parte de la sierra, incluida enteramente La Pedriza. En 2013, el norte del parque regional de la Cuenca Alta del Manzanares se incluyó en el parque nacional de la Sierra de Guadarrama.

### Leyendas

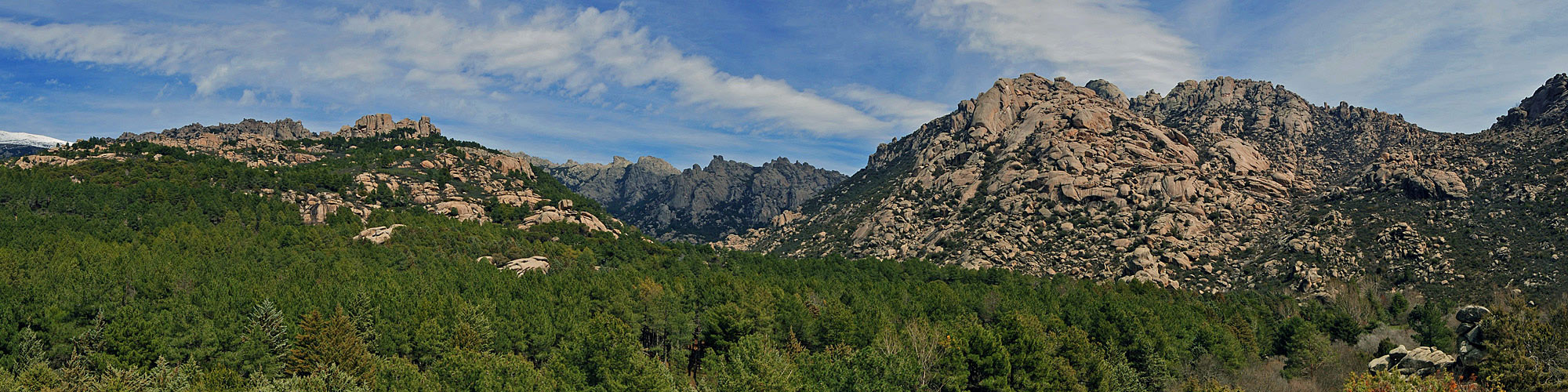
La Pedriza desde Canto Cochino

En La Pedriza, se han generado una interesante serie de leyendas y tradiciones, como la del Cancho de los Muertos y la de la Cueva de la Mora. A continuación se describen brevemente:
- El Cancho de los Muertos: el nombre de esta leyenda proviene de una formación rocosa de La Pedriza cuya forma es muy peculiar. La leyenda cuenta que una banda de salteadores secuestró a una joven señorita de rica y apoderada familia de Madrid. El jefe de este grupo se ausentó temporalmente y los otros dos bandidos decidieron aprovecharse de la joven, pero regresó inesperadamente y los sorprendió, tras lo cual los juzgó rápidamente y despeñó al primero por este cancho mas, al intentar precipitar al segundo, este sujetó la pierna del cabecilla por lo que los dos cayeron al vacío, y así acabaron los tres despeñados a los pies del cancho rocoso. Según la gente del lugar durante un tiempo se pudieron ver los cadáveres de los tres bandidos en una grieta de este lugar.
- La cueva de la Mora: el relato tiene su escenario ya en La Pedriza y recuerda a historias que se repiten a lo largo de España, debido quizás a la larga ocupación musulmana. La «Cueva de la Mora», de difícil acceso, se halla cerca del refugio Giner, concretamente enfrente de su fachada principal y al este de la Peña Sirio. Parece ser que la hija de un rico árabe quedose prendada de un joven cristiano. Ante esta situación fue secuestrada y retenida por sus familiares musulmanes en el interior de esta cueva. Pasaron los años y el caballero cristiano no regresó jamás a pesar de la ansiada espera por parte de la joven, por lo cual según las creencias de la gente de cuando en cuando el alma de la despechada joven se desliza vagando entre las formaciones rocosas y canchales tratando de buscar a su amor perdido.

## Usos humanos

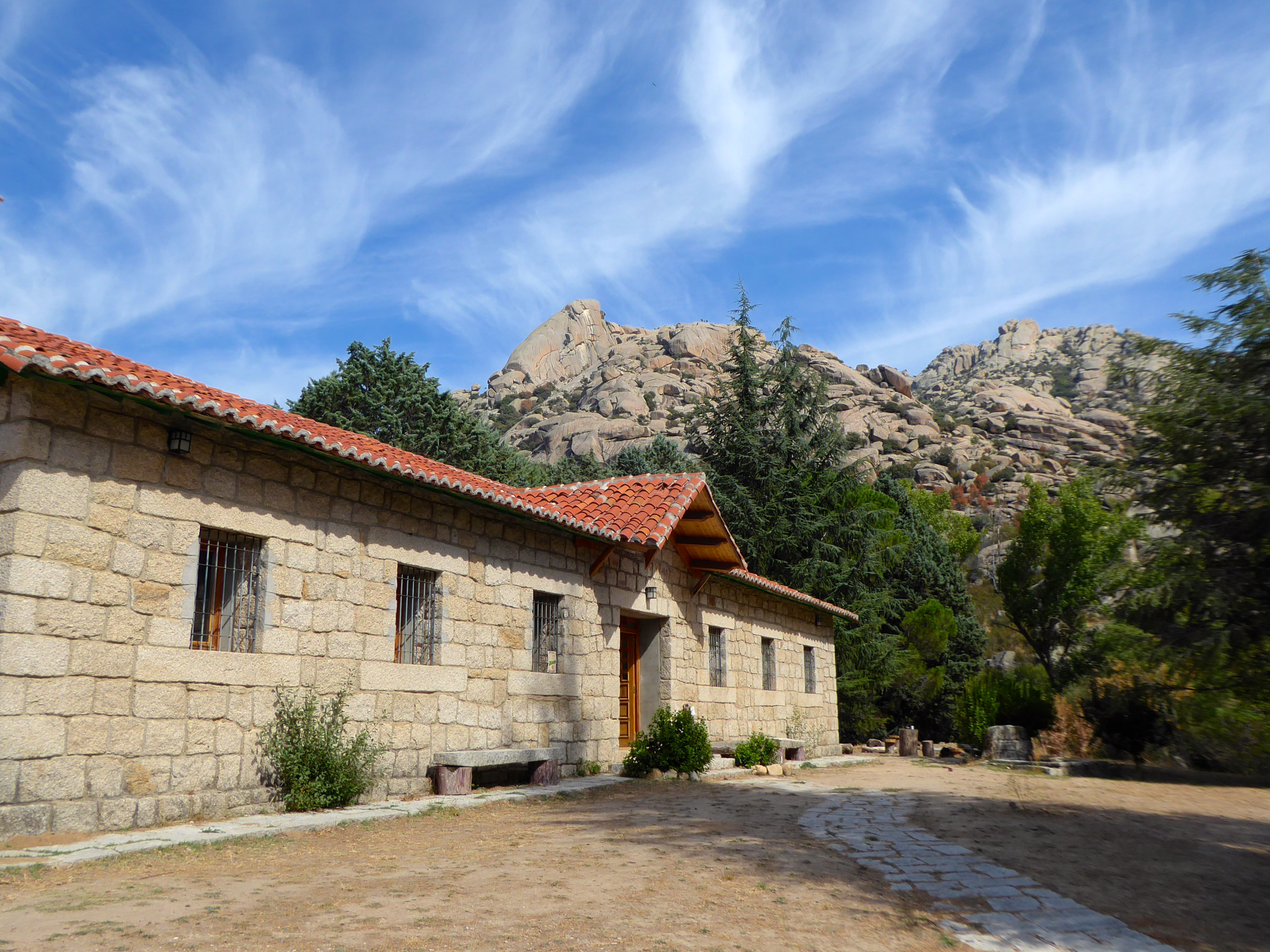
Edificio en Cantocochino

Como zona de montaña, el aprovechamiento agrícola es muy escaso, estando este reducido a las zonas llanas situadas al sur de La Pedriza y en las inmediaciones de Manzanares el Real. El aprovechamiento forestal y ganadero, sobre todo de reses bovinas y ovinas, ha estado más desarrollado, aunque no tanto como en otras zonas de la sierra de Guadarrama debido a las condiciones geográficas de La Pedriza.
La explotación de canteras es otro de los recursos económicos de la Pedriza. Las canteras más importantes se encuentran en la zona del Berrueco, donde destaca por su tamaño la Gran Cantera, sin actividad actualmente. Situada en la vertiente sur del valle que baja desde la Dehesilla, es una gran brecha de unos 10 m de ancho, por unos 15 m de alto y de 1 km de largo. En sus alrededores todavía quedan restos de las construcciones que en su día se usaron para la explotación.
Desde la segunda mitad del siglo XX, el auge de visitas de montañeros, escaladores y turistas a esta zona ha propiciado un gran desarrollo del sector del turismo, provocando la aparición de numerosos alojamientos y restaurantes en los alrededores, sobre todo en Manzanares el Real.

### Escalada

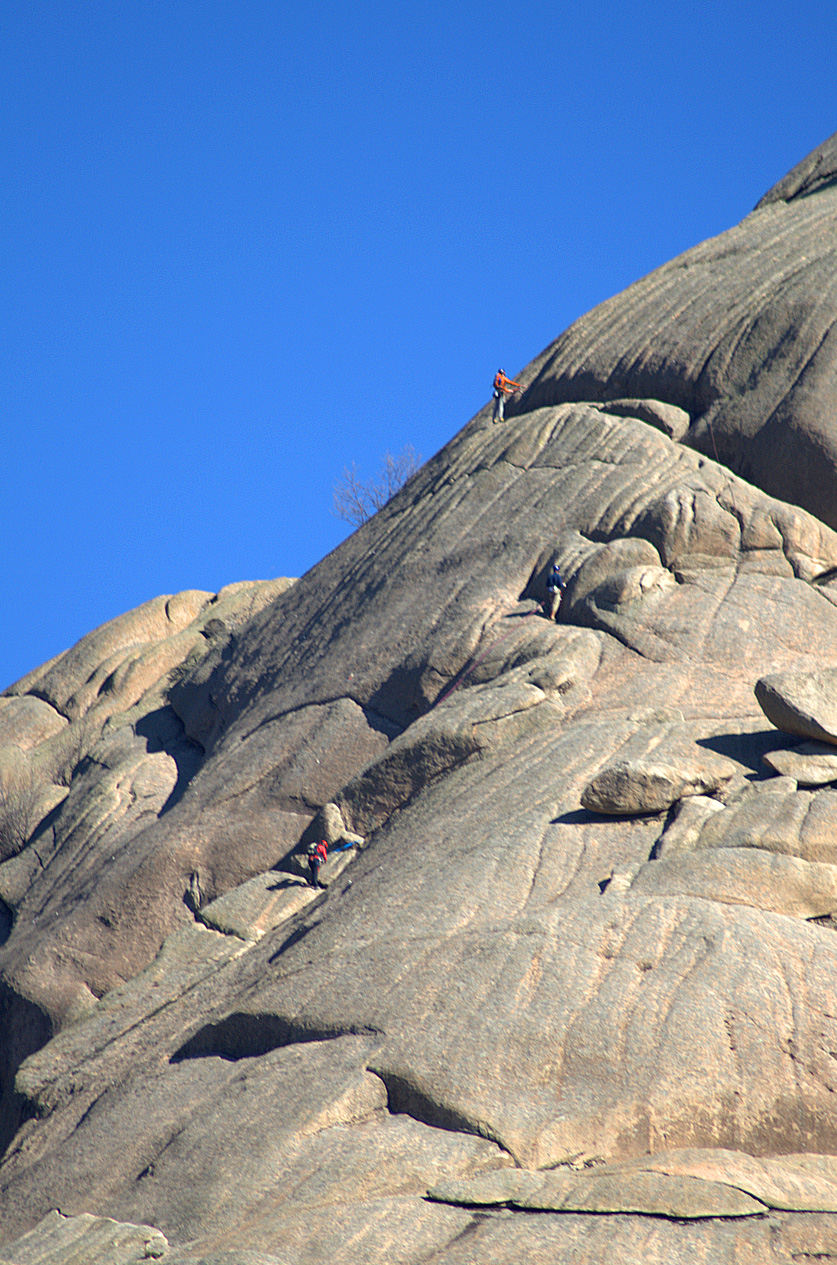
Escaladores en La Pedriza.

En La Pedriza puede practicarse escalada, debido a la enorme cantidad de paredes practicables que existen. Se calcula que hay en torno a 1000 vías de escalada y las hay de todas las dificultades. Muchas de ellas son de pocos metros, pero algunas alcanzan los 150 metros. Dos de los riscos más transitados por los escaladores son El Yelmo y Risco El Pájaro. La peculiaridad de la roca de La Pedriza, con inclinadas llambrías, pocos resaltes que sirven de agarres y pulidas chimeneas, obliga al empleo de técnicas de seguro y progresión un tanto especiales. Ello hace que los escaladores que no han escalado nunca en La Pedriza, aunque sean expertos en otros macizos, se sientan un tanto incómodos en muchas de sus vías.

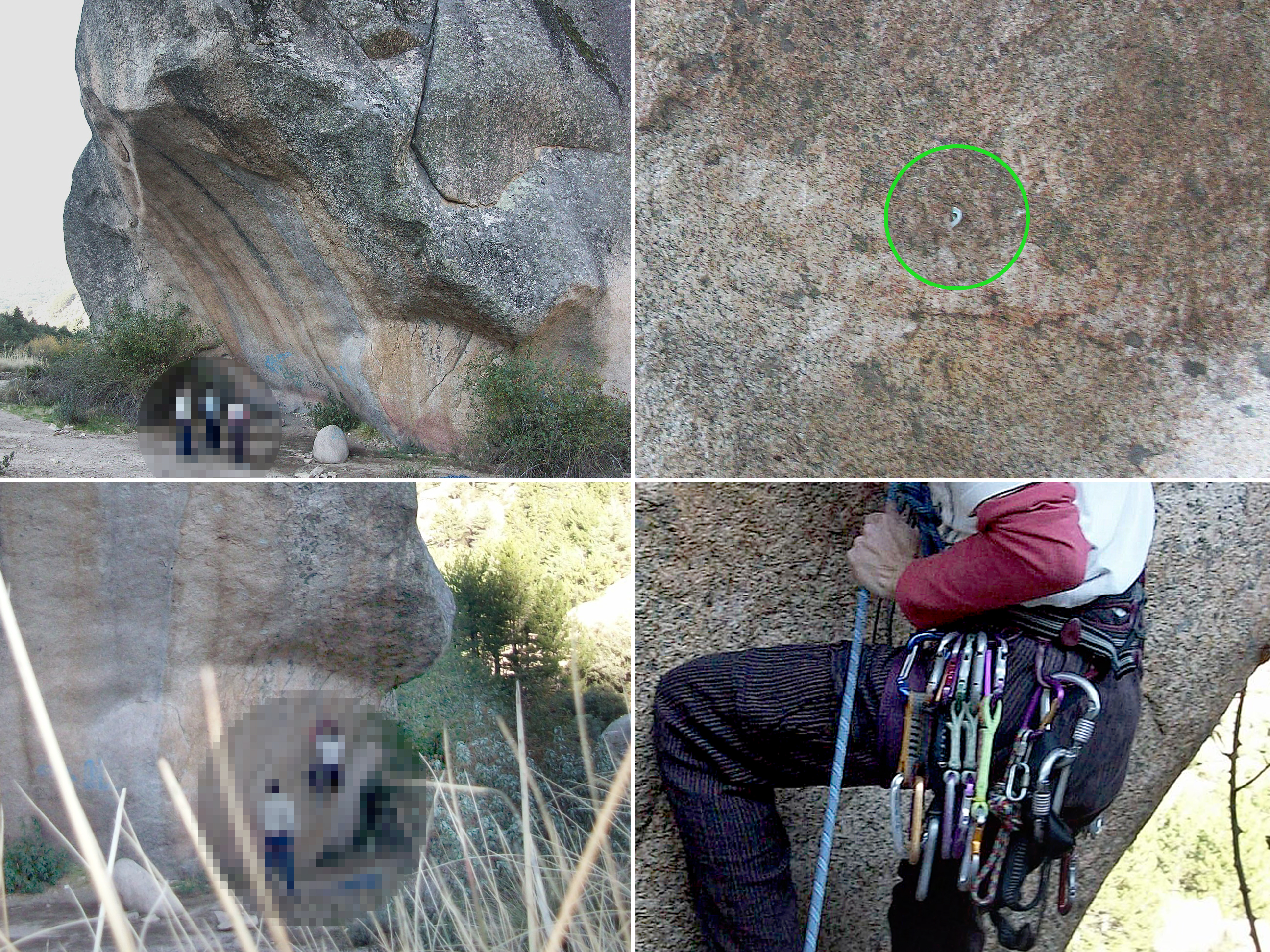
Equipación (Normalizada)

La Pedriza es la primera escuela de escalada de la Comunidad de Madrid. Actualmente se practican en ella dos tipos de escalda: La escalada clásica, que sigue el estilo de ascensión de los años 1970 y 1980, con vías largas, complejas y tramos en artificial; y la escalda deportiva, un estilo casi exclusivamente en libre, que busca la máxima dificultad en vías más cortas e intensas, a veces sin el objetivo de cumbrear.
Las vías clásicas, que en su mayoría se abrieron y equiparon entre 1960 y 1980, han sido restauradas y reequipadas con los sistema de seguros actuales (espits, paraboles y clavos) manteniendo su concepto de clásicas. Algunos tramos que en su origen se daban en artificial, actualmente, gracias a los "pies de gato" se dan en libre o A0. En cuanto a las vías deportivas, al ser más modernas, nacieron bien equipadas y en ellas abundan los seguros, como es normal en esta modalidad deportiva. El equipamiento y mantenimiento de las vías tradicionalmente lo hacen los propios escaladores, aunque en la actualidad las instituciones oficiales se están empezando a implicar también.

### Senderismo

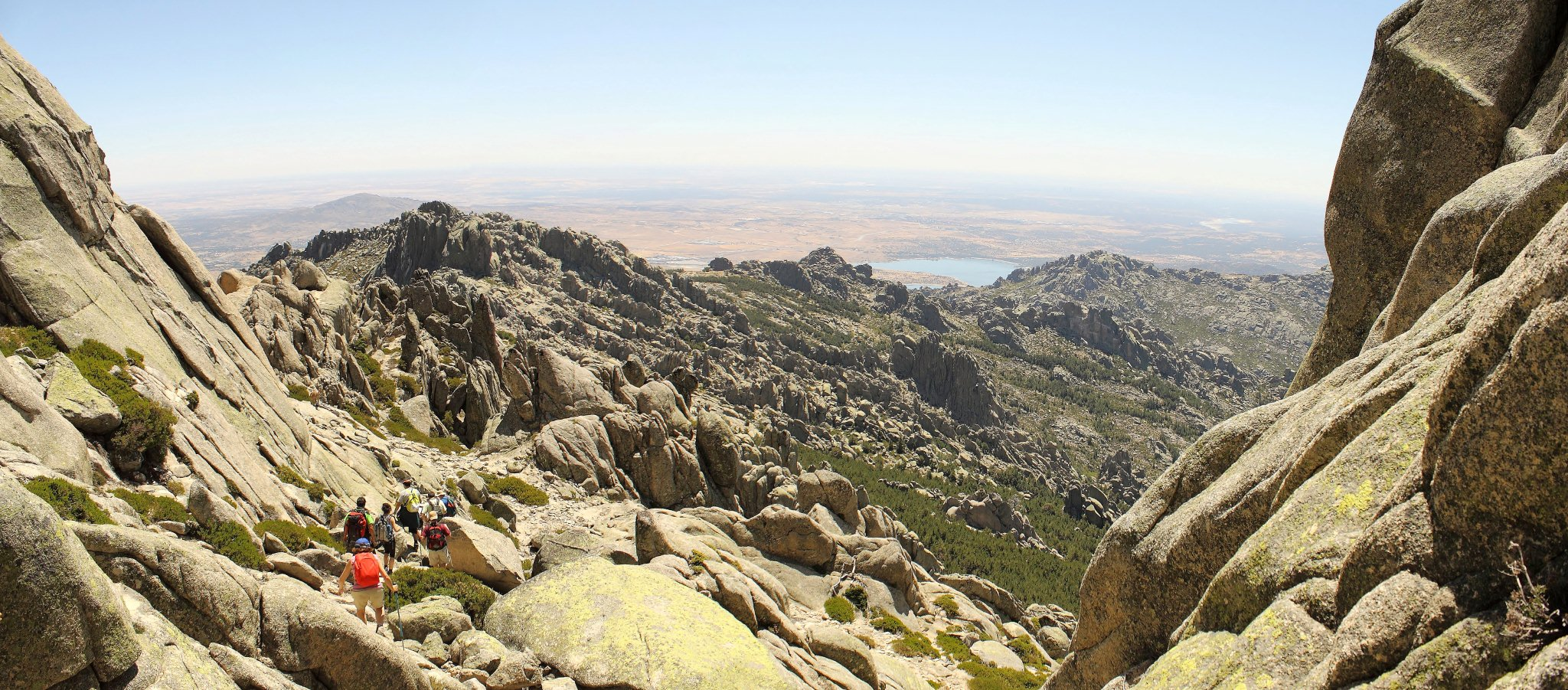
Senderistas descendiendo de las Torres de la Pedriza

La afluencia de turistas, senderistas y escaladores a La Pedriza es muy abundante y generalmente masiva durante los fines de semana debido a la cercanía de Madrid (54 km) y al gran interés paisajístico y deportivo que tiene la zona. Manzanares el Real, un municipio situado al pie de La Pedriza y en su extremo sur, es el punto de partida de numerosos caminos que se adentran en esta zona, además de ser un centro turístico en el que hay bastante alojamiento y restaurantes.
En el límite suroeste de La Pedriza está el Canto Cochino, una zona ubicada a orillas del río Manzanares y a unos 8 km de Manzanares el Real. Tiene un aparcamiento de vehículos con 250 plazas y un restaurante. Este lugar es otro importante y transitado punto de partida para los senderistas y escaladores que se adentran en La Pedriza. Junto al arroyo de la Dehesilla, en el límite entre la Pedriza Anterior y Posterior, está el refugio de montaña Giner de los Ríos, el único de la zona, con 50 plazas para pasar la noche.
Existen docenas de caminos y senderos que discurren por La Pedriza. Las ascensiones a los principales riscos están muy transitadas por montañeros y a menudo están bien señalizadas. La Pedriza es atravesada por varios senderos de Pequeño Recorrido y por el GR 10 de Gran Recorrido. En días calurosos son muy populares los baños en las charcas que hay en los ríos y arroyos de La Pedriza, como es el caso de la Charca Verde o la Charca Kindelán.

## Problemas medioambientales

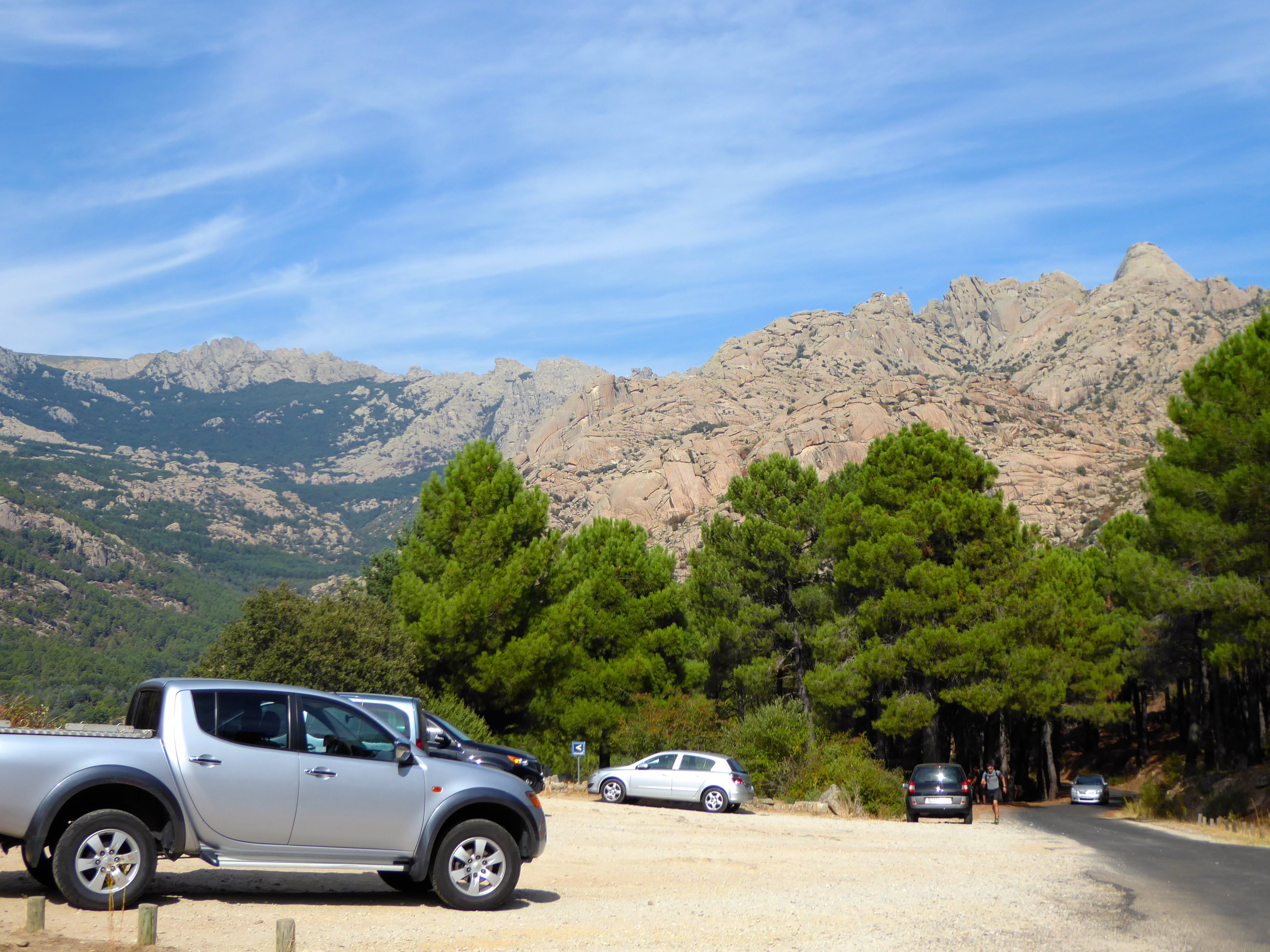
Vehículos aparcados frente a La Pedriza

Un problema medioambiental al que se enfrenta esta zona montañosa es el descontrolado crecimiento urbanístico que se da en muchos municipios de la Comunidad de Madrid. Concretamente, en Manzanares el Real, el crecimiento del pueblo por la ladera sur de La Pedriza se encuentra muy retenido gracias a la protección medioambiental que da el parque regional de la Cuenca Alta del Manzanares.
Tras la degradación de los últimos años por el uso irrespetuoso e intensivo del paraje natural, desde junio de 2016 entró en vigor la prohibición de bañarse en las charcas y pozas de la zona, así como una mayor restricción en el acceso de los vehículos El horario de acceso con vehículo queda restringido en verano –hasta el 30 de septiembre- de 7:30 a 9:30 y de 18:30 a 22:30 horas hasta completar el cupo, y se procederá al desalojo completo en el horario nocturno (de 23:00 a 7:30 horas). En invierno sólo se aplicarán restricciones horarias los fines de semana y festivos (la barrera permanecerá cerrada entre las 10:30 y las 16:00 horas).